# Le Dernier Jour de Pompéi (Brioullov)
Pour les articles homonymes, voir Le Dernier Jour de Pompéi.
Le Dernier Jour de Pompéi (1830-1833) est une peinture monumentale actuellement conservée au Musée russe de Saint-Pétersbourg, œuvre la plus connue du peintre russe Karl Brioullov. Elle valut à son auteur une notoriété internationale et l'admiration d'Alexandre Pouchkine, qui lui dédia un poème.
La toile est achevée en 1833. Elle est conservée au Musée russe, sous numéro d'inventaire no Ж-5084. Ses dimensions sont de 456,5 × 651 cm,,,. Le tableau représente les évènements de Pompéi au moment de l'éruption du Vésuve en 79 de notre ère.
Karl Brioullov visite les fouilles de Pompéi durant l'été 1827, lors d'un voyage à Naples,, et c'est là que lui vient l'idée de peindre une grande toile consacrée à la destruction de Pompéi,. Le commanditaire de cette toile est le prince Anatole Demidoff. En tout, le travail sur ce tableau a pris environ six ans, depuis 1827, quand Brioullov établit les premiers croquis et esquisses, jusqu'en 1833. La version finale de cette grande toile a été réalisée entre les années 1830 et 1833.
Après avoir terminé le travail sur son tableau, Brioullov commence à le montrer dans son atelier de Rome. La popularité du Dernier Jour de Pompeï et de son auteur connaît une croissance phénoménale : l'écrivain Nikolaï Rojaline (ru) écrit qu'à Rome « le principal événement est une exposition de peinture dans l'atelier de Brioullov », « toute la ville s'est précipitée pour l'admirer ». De Rome, la toile a été transportée à Milan où elle a été présentée lors de l'exposition artistique de 1833. Inspiré par le succès du tableau en Italie, son propriétaire Anatole Demidoff le présente à l'exposition du Salon de peinture et de sculpture, ouverte en mars 1834 à Paris,, où son auteur Karl Brioullov obtient la grande médaille d'or pour celui-ci.
L'été 1834, le tableau Le Dernier Jour de Pompeï est envoyé de France à Saint-Pétersbourg, où Demidoff le présente à l'empereur Nicolas Ier. En août 1834, le tableau est placé à l'Ermitage, puis à la fin septembre dans une salle séparée de l'Académie russe des Beaux-Arts pour que le public puisse le voir,,. Le tableau a connu un énorme succès et le poète Alexandre Pouchkine lui a consacré son poème Le cratère du Vésuve s'est ouvert
Quant à l'écrivain Nicolas Gogol, il écrit un article dans lequel il appelle Le Dernier Jour de Pompéi un des phénomènes les plus lumineux du XIXe siècle « et une résurrection lumineuse de la peinture restée longtemps dans un état semi-léthargique ». En 1851, le tableau entre au Nouvel Ermitage, et, en 1897, il est transféré dans la collection de feu l'empereur Alexandre III (aujourd'hui Musée russe),.
La critique d'art Alla Verechtchaguina note que le sujet de la toile Le Dernier Jour de Pompéi était inconnu dans la pratique de la peinture historique classique. L'artiste ne montre pas les exploits d'un héros, mais une catastrophe naturelle qui a frappé beaucoup de gens, ce qui a fait entrer pour la première fois la peinture historique dans le grand public populaire au lieu de rester confinée dans un petit cercle aristocratique,. Selon la critique Svetlana Stepanova (ru), l'œuvre de Brioullov est devenue non seulement l'une des réalisations de l'école nationale de peinture russe, mais aussi un vrai phénomène qui a accéléré l'évolution de l'art en Russie .

## Histoire

### Évènements antérieurs
En 1821, Karl Brioullo (sic) ou Brioulleau (ou encore Bruleleau) (et pas encore Brioullov) termine l'Académie russe des Beaux-Arts, avec une grande médaille d'or. En raison du désaccord sur le choix de celui qui devait être son maître, Brioullo refuse de continuer à travailler à l'académie. L'année suivante, l'artiste et son frère, l'architecte Alexandre Brioullov ont été invités à devenir pensionnaires de la Société impériale d'encouragement des beaux-arts pour une période de quatre ans. Les frères acceptent cette proposition et, le 16 août 1822, ils quittent Saint-Pétersbourg et partent en voyage à l'étranger. Au début, en Allemagne, puis en 1823, en Italie où ils s'installent à Rome,,. Avant leur départ de Russie, le nom de famille des deux frères est officiellement modifié avec l'ajout des lettres cyrilliques « въ » soit v en alphabet latin et en français et devient Brioullov au lieu de Brioullo. Les Brioullov étaient issus d'une famille de huguenots français émigrés après la révocation de l'édit de Nantes et qui passèrent en Allemagne, puis de là en Russie. De là, la nécessité de russifier leur nom de famille en ajoutant un ov final,,.

Les éruptions du Vésuve dans la peinture
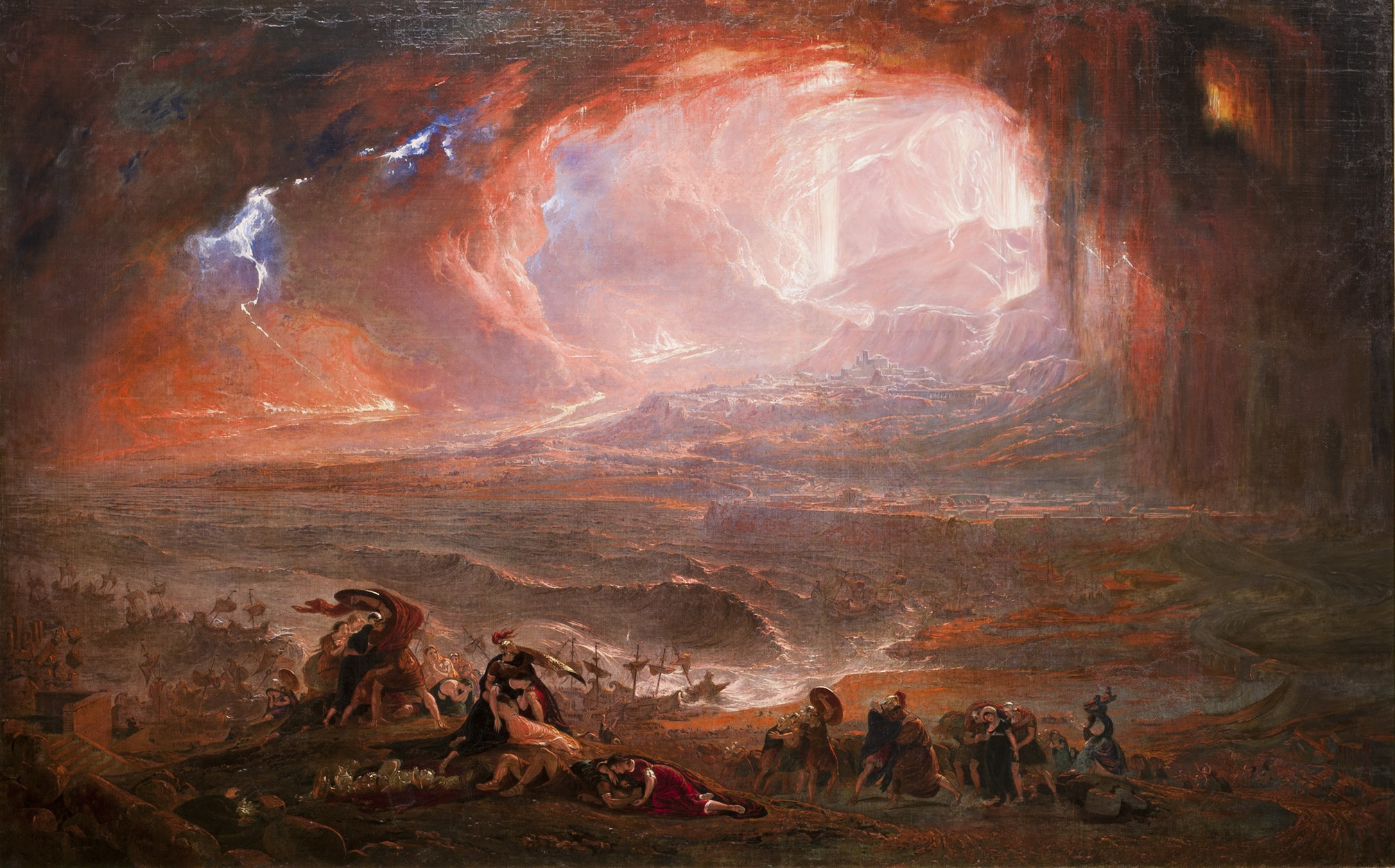
Destruction de Pompéi et d'Herculanum par John Martin. toile, huile, 161,6 × 253,0 cm, 1822, Tate Britain
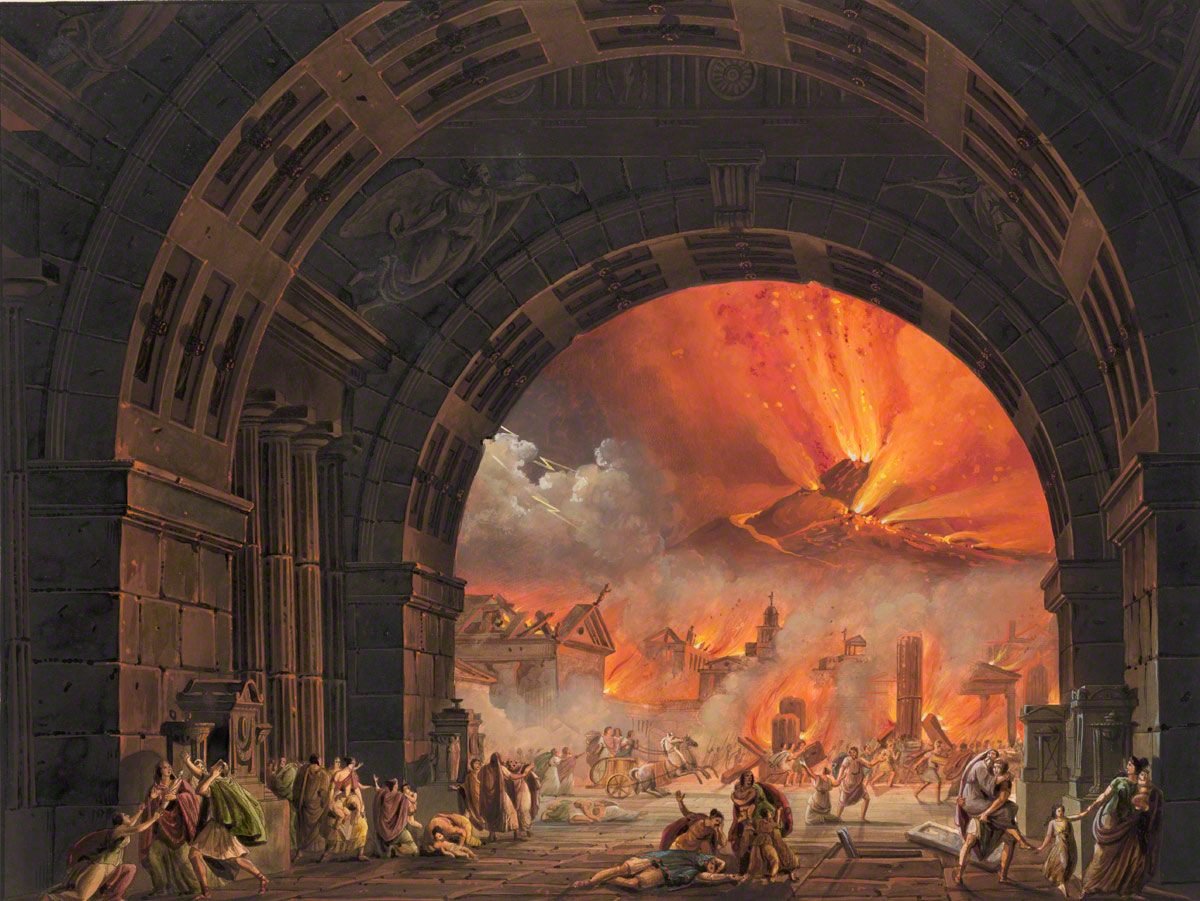
Alessandro Sanquirico Éruption du Vésuve, 1827, (décoration de l'opéra de Giovanni Pacini Le Dernier Jour de Pompeï)

Jusqu'en 2018, des publications renseignaient l'éruption du Vésuve et l'ensevelissement de Pompéi et d'Herculanum à la date du 24 août de l'an 79 de notre ère . Mais, depuis 2018, des publications ont mis en doute cette date du 24 août comme la plupart des historiens dans le monde et reprennent une date qui n'est pas antérieure à octobre 79. Certaines sources historiques considèrent même que l'éruption daterait de novembre,,.
Selon certaines informations, cette éruption à Pompéi aurait provoqué la mort d'environ deux mille personnes. Bien que les fouilles systématiques aient débuté en 1748, elles se sont poursuivies au début du XIXe siècle. Des œuvres d'art ont été créées, qui étaient liées à l'évènement. Par exemple, en 1822, l'artiste anglais John Martin a réalisé un grand tableau La Destruction de Pompéi et d'Herculanum (toile, huile, 161,6 × 253,0 cm, aujourd'hui à la galerie Tate Britain). Et en 1824 est produit l'opéra italien du compositeur Giovanni Pacini Les Derniers Jours de Pompéi, dont la décoration a été réalisée par Alessandro Sanquirico .
Le premier des deux frères Brioullov à visiter les fouilles de Pompéi a été Alexandre Brioullov, qui, semble-t-il, a dit beaucoup de choses intéressantes à son frère Karl. Après avoir quitté Rome au début de l'année 1824, Alexandre visite la Sicile, puis s'installe à Naples, où il crée un certain nombre de portraits à l'aquarelle. Apprenant qu'à Pompéi un bâtiment bien conservé avait été ouvert, Alexandre obtient des autorités du royaume des Deux-Siciles de prendre des mesures et des croquis de toutes les structures architecturales qui l'intéressaient dans les ruines . Obtenir un tel permis n'était pas chose aisée, et pour ce faire, Alexandre Brioullov bénéficia du fait que se trouvait à Naples Elisabeth Khitrovo (ru), la fille de Mikhaïl Koutouzov et veuve en secondes noces de Nikolaï Fiodorovitch Khitrovo, amie du poète Pouchkine. Sur sa recommandation, il réalise les portraits de la famille royale napolitaine et obtient ainsi les autorisations requises . Grâce à ces autorisations, la même année 1824, Alexandre Brioullov visite Pompéi, qui lui fait grande impression. Dans une lettre adressée à ses parents du 8 mai 1824, Alexandre écrit que « ce type de vestiges m'a involontairement fait voyager dans le temps, quand ces pierres étaient encore habitées, quand ce forum où nous trouvons seuls était rempli par la foule où le silence n'est plus interrompu aujourd'hui que par quelques lézards »,. Dans une autre lettre à sa mère, datée du 6 décembre 1825, il décrit ainsi ses impressions : « Je vois des rivières de feu, qui jaillissent du cratère du Vésuve », « Une pluie de sable, de cendres et de pierres qui s'endort avec Pompéi ; Pompéi disparaît sous mes yeux ». La prise des mesures des thermes par Alexandre Brioullov a été achevée en 1826 . Les résultats des travaux d'Alexandre Brioullov sur les bains de Pompéi ont été publiés en 1829 dans un ouvrage sorti à Paris sous le titre Thermes de Pompéi,. Selon certaines hypothèses, c'est Alexandre qui aurait pu suggérer à son frère le sujet du tableau représentant le dernier jour de Pompéi .

Alexandre, Elisabeth, Ioulia
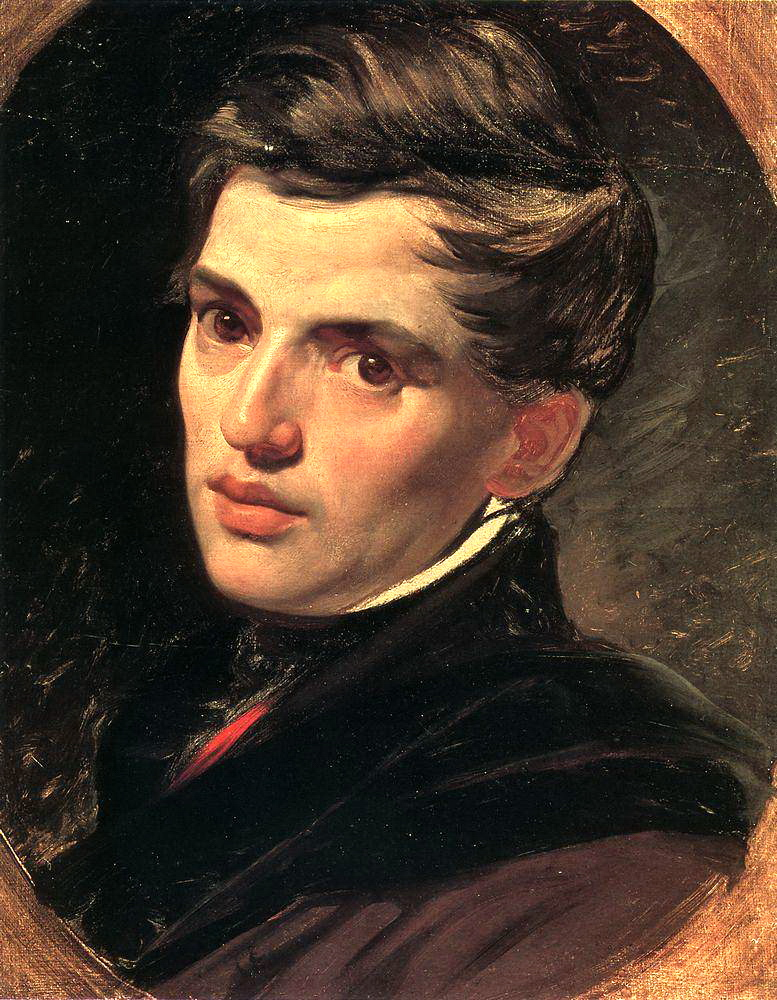
Alexandre Brioullov le frère de Karl par Karl 1823-1827
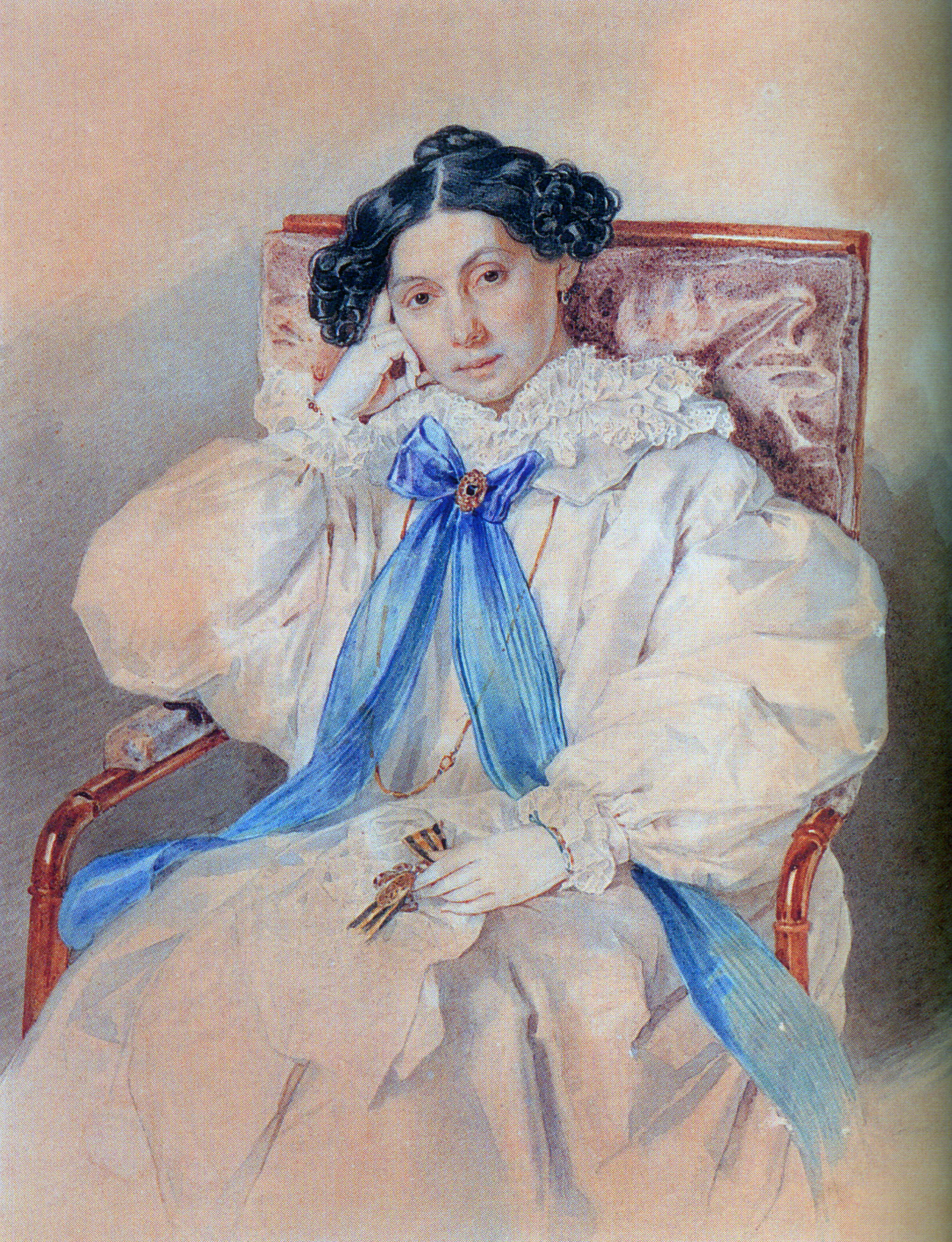
P.F. Sokolov, portrait d'Elisabeth Khitrovo, amie d'Alexandre Pouchkine
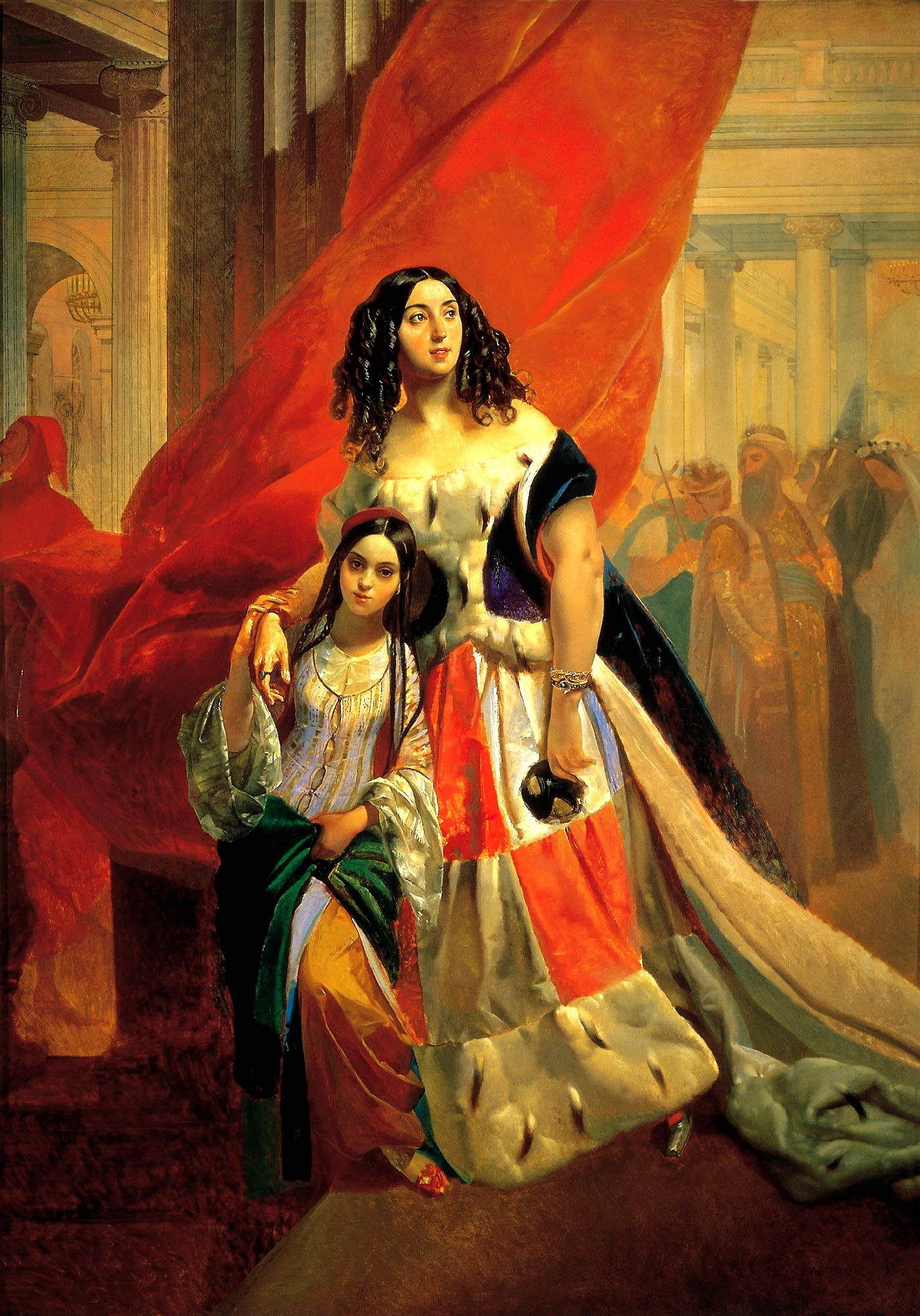
La comtesse Ioulia Samoïlova et sa fille adoptive, peinture de Karl Brioullov

Durant cette période, Karl Brioullov continue à travailler sur des scènes de genre de la vie italienne, créant des toiles telles que Matin italien (1823), Midi italien (1827) et Jeune fille récoltant des raisins dans les environs de Naples (1827),. De 1825 à 1828, il travaille sur une copie de L'École d'Athènes de Raphaël, une commande qui a donné à l'artiste une expérience de travail sur des compositions à multiples personnages et lui a été proposée par l'Ambassade de Russie en Italie et pour lequel il a été honoré de 10 000 roubles. En 1825, Brioullov décide de visiter Naples avec le peintre Fiodor Bruni, mais finalement le voyage n'a pas lieu pour l'une ou l'autre raison.
En juillet 1827, Karl Brioullov, part finalement pour Rome et pour Naples. À Naples et dans les environs, il reste de début juillet à fin août,. À Pompéi, il consacre quatre jours à visiter les ruines qui lui font grande impression. Parmi ceux qui l'ont accompagné durant ce voyage, on remarque la comtesse Maria Razoumovskaïa, le futur sénateur Hypolite Podtchasski, et aussi la comtesse Ioulia Samoïlova et le prince Anatole Demidoff. Robert Vinspiere, fonctionnaire important de l'ambassade de Russie à Rome, écrit à Alexandre Brioullov, le frère de Karl, le 6 juillet 1827 : « Votre frère Karl a été emmené voir Naples par la comtesse Razoumovskaïa » ; elle s'est ensuite présentée et a agi comme commanditaire de l'esquisse du futur tableau. Avec la comtesse Ioulia Samoïlova Brioullov fait la connaissance à Rome en 1827 de la princesse Zinaïda Volkonskaïa. Ioulia Samoïlova et Brioullov ont ensuite été liés par une longue et tendre amitié . La critique d'art Galina Leonteva écrit que l'une des raisons du voyage de Brioullov à Naples pourrait être la présence de la comtesse Samoïlova dont il avait fait connaissance peu de temps auparavant et qui s'y rendait également .
Le peintre Mikhaïl Jeleznov, dans les mémoires qu'il a écrites plus tard, note que Karl Brioullov lui avait raconté ceci : à Naples, il avait rencontre Anatole Demidov et celui-ci l'avait emmené à Pompéi. Selon Jeleznov, « lors de la visite de cette ville est née l'idée chez Brioullov de réaliser un grand tableau représentant la destruction de Pompéi », et il a fait connaître ce projet à Demidov, qui lui a promis d'acheter le tableau s'il était réalisé. Demidov considérait que probablement rien ne suivrait, mais plus tard rapporte Jeleznov, une dame, dont le nom lui est resté inconnu, après le déjeuner, auquel participait aussi Brioullov, lança la conversation avec Demidov sur le voyage à Pompéi et « réussit à la placer dans une position telle que par complaisance son interlocutrice demanda à Brioullov de réaliser le tableau Dernier Jour de Pompéi,. En recoupant ces informations, les chercheurs spécialisés dans l'œuvre de Brioullov considèrent que cette dame pourrait être la comtesse Razoumovska, qui aurait ensuite cédé sa commande à Demidov. Étant donné qu'en 1828, quand l'esquisse pour la comtesse Razoumovskaïa était réalisée, Demidov n'avait que 15 ans, le journaliste Nikolaï Projoguine suggère que le transfert de la commande aurait peut-être pu se réaliser un peu plus tard. Il n'exclut pas que « la dame qui a poussé Demidov à la commande », pourrait être aussi l'autre comtesse, Ioulia Samoïlova.

### Travail sur la toile

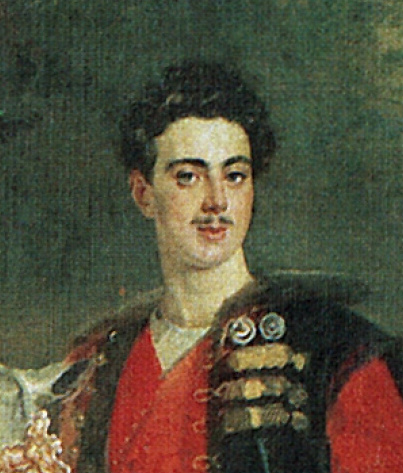
Anatole Demidoff portrait par Brioullov en 1831-1832

En tout, la réalisation du tableau a pris six années de travail. De 1827, quand Karl Brioullov a visité Pompéi et a réalisé les premiers croquis et esquisses, jusque 1833 quand la toile de grand format a été exposée à Rome et à Milan. Les critiques d'art divisent la période de création en deux parties. Durant la première (1827-1830) ont lieu les travaux préparatoires, en ce compris la création de l'étude et des premières esquisses, et durant la seconde (1830-1833) a lieu la réalisation de la grande toile.

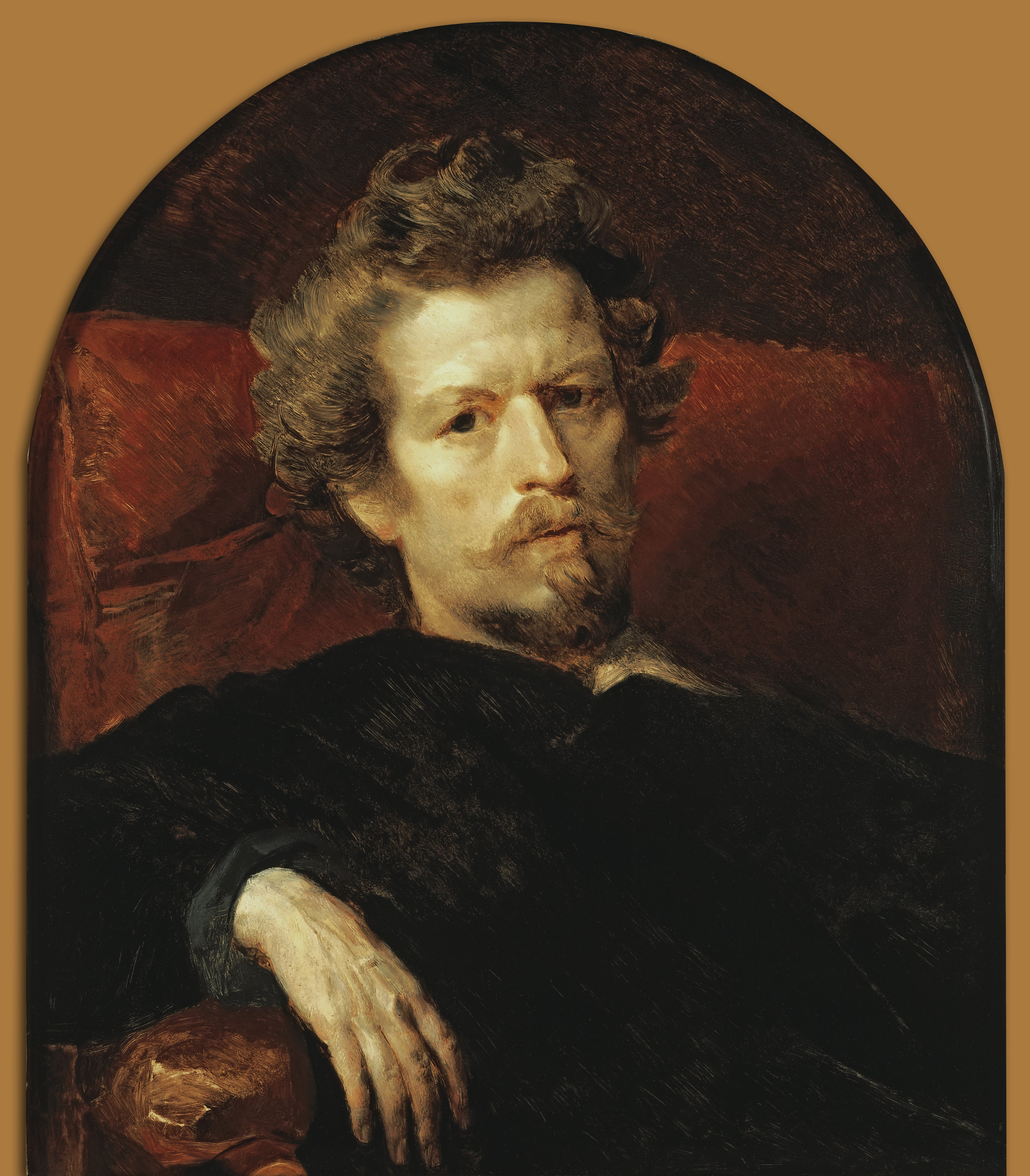
Karl Brioullov (Brioullo) - Аutoportrait- Google Art Project

En débutant la réalisation du tableau, Brioullov étudie soigneusement les documents historiques liés à l'éruption du Vésuve. Il lit avec un intérêt particulier le témoignage d'un des témoins oculaires de l'évènement (par ailleurs homme politique et avocat)Pline le Jeune. Ce dernier écrivait à l'historien Tacite : « Dès la première heure de la journée, la lumière du jour est inhabituelle, vraiment faiblarde. Les maisons des alentours tremblent; sur une bande étroite de terrain elles sont sur le point de s'effondrer et c'est très effrayant. On décide finalement de quitter la ville ; derrière nous une foule nous suit de gens qui ont perdu la tête. […] D'un autre côté, un nuage noir effrayant envahit le ciel, traversé par des zigzags de feu ; il se déroule en larges bandes flamboyantes comme de grands éclairs. […] Alors ma mère demande, supplie, ordonne que je m'en aille : pour un jeune homme c'est possible ; quant à elle, accablée du fait de son âge et de la maladie, elle préfére mourir tranquillement en sachant qu'elle n'a pas été la cause de ma mort ».
D'après les historiens d'art, la première mention écrite de Brioullov à propos de son tableau sur Pompéi date de mars 1828 : dans une lettre à son frère Théodore Brioullov, Karl Brioullov écrit : « L'esquisse du tableau, que m'a commandé la comtesse Razoumovska, est terminée; l'œuvre s'appellera : Le Dernier Jour de Pompéi. Dans la même lettre le peintre indique qu'il a choisi pour travailler à la toile la rue des Tombes (Strada dei Sepolcri ou Via dei Sepolcri), mais que le cadre partira de la tombe de Skaurus (Sepolcro di Scauro) pour arriver à celle du fils de la prêtresse de Cérès. Et il poursuit : « J'ai pris mon décor dans la nature, sans enlever ni ajouter, me plaçant debout, le dos appuyé à la porte de la ville, afin de voir une partie du Vésuve, le sujet principal sans lequel il n'y aurait pas eu d'incendie ». Dans la même lettre, Brioullov décrit le groupe de personnages qu'il a l'intention de représenter sur sa toile ,. À cette époque, la rue des Tombes n'avait été déblayée par les archéologues que relativement récemment, une dizaine d'années avant l'arrivée de Brioullov en Italie . L'endroit choisi par le peintre se trouvait à la limite de la ville, sur la route menant au Vésuve . La tombe de Scaurus a été décrite dans l'édition de 1817 du livre de l'archéologue William Gell et de l'architecte John Peter Gandy. La partie la plus à gauche de la plaque apposée sur le monument est ébréchée et l'on ne peut lire qu'une partie de son nom …icius Scaurus, ainsi que son statut social duumvir de justice. Gelle et Gandy ont suggéré que le nom complet fut Aricius Scaurus, mais plus tard on a découvert qu'il avait été enterré sous le nom de Umbricius Scaurus, et que son père avait été enterré sous le nom de Aulus Scaurus,,.

Tombes
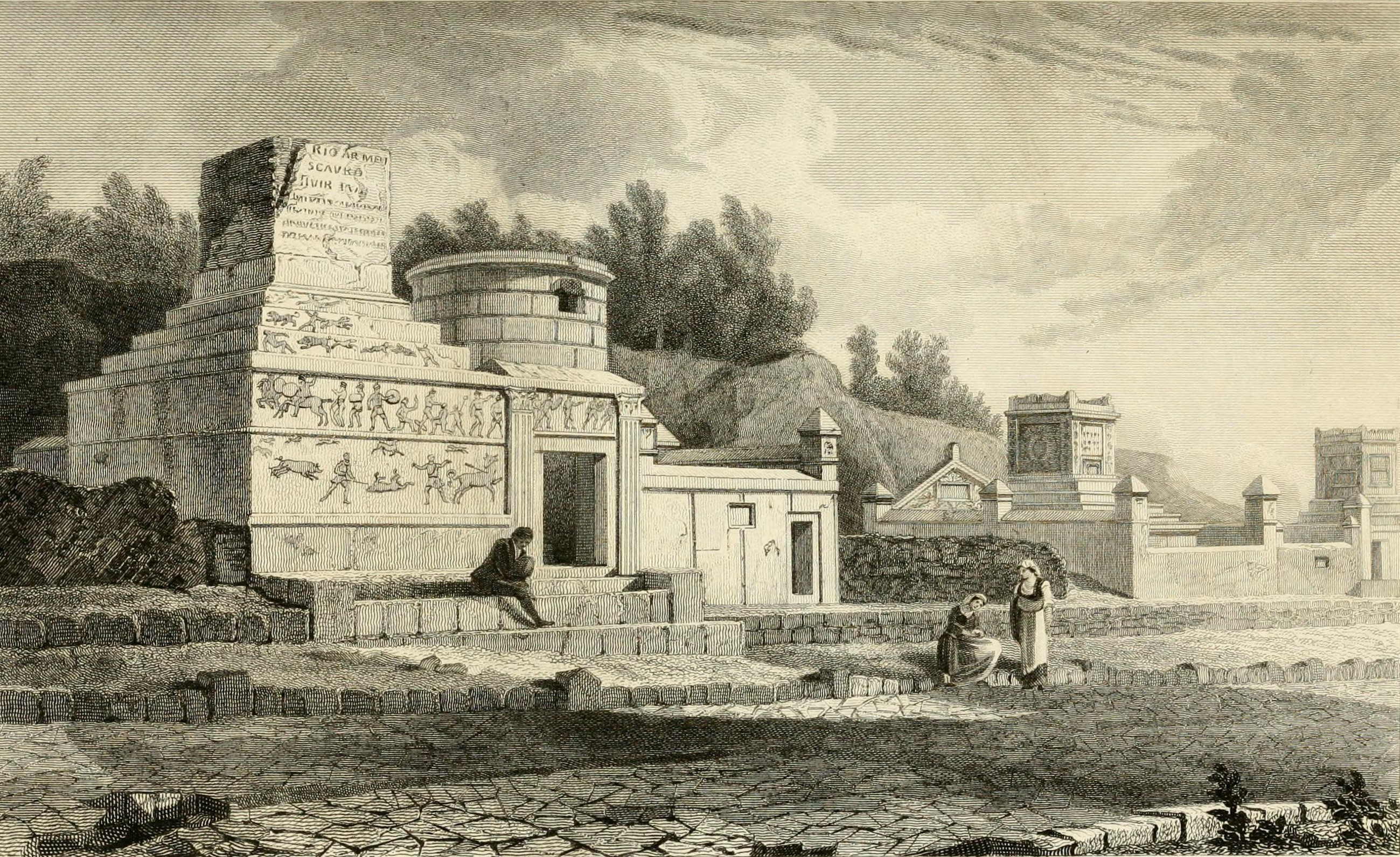
Pompéi, tombe de Scaurus (gravure du livre de Gelle et Gandy, 1817)

Au printemps 1828, le Vésuve a recommencé son activité volcanique. Le peintre russe Sylvestre Chtchedrine écrit dans une lettre à son frère Apollon Chtchedrine datée du 6 mai 1828 : « J'ai finalement réussi à voir et à réaliser d'après nature l'éruption du Vésuve ». La nouvelle de cette visite s'est rapidement répandue en Italie : beaucoup d'étrangers qui se trouvaient à Rome se sont précipités à Naples. Dans la même lettre, Sylvestre Chtchedrine signale que parmi ceux-ci se trouvait Karl Brioullov, « Mais à peine était il arrivé chez moi, c'est amusant, mais le volcan s'est calmé et a cessé de fumer si bien qu'après quatre jours Brioullov est retourné à Rome »,.
En 1828, Karl Brioullov a achevé un travail sur les fresques de Raphaël intitulées L'École d'Athènes, se trouvant au Palais du Vatican. Son expérience de la copie d'une œuvre à plusieurs personnages s'est avérée très précieuse pour la réalisation d'une composition picturale telle que celle du Dernier Jour de Pompeï. Une autre fresque du Vatican du même artiste Raphaël et de ses élèves, L'Incendie de Borgo, a également eu une influence significative sur Brioullov. Les critiques d'art considèrent que cette œuvre a donné l'impulsion de Brioullov pour la création des premières esquisses et des premiers personnages de sa future toile. Selon Brioullov lui-même, qui est cité dans ses mémoires par la sculpteur Nikolaï Ramazanov, « il fallait absorber 400 ans de succès du monde de la peinture pour pouvoir créer quelque chose suffisamment digne des exigences du siècle actuel ». Ramazanov cite encore les déclarations suivantes de Brioullov : « Pour peindre Pompéi j'avais encore trop peu de talents et je devais regarder attentivement ce qu'avaient fait les grands maîtres. »,. Pour pouvoir suivre les Vieux MaÎtres dès le début de son processus de travail, Brioullov part à Venise et Bologne. À Venise il a voulu voir encore une fois les œuvres du Titien et du Tintoret, et à Bologne il est resté un certain temps pour copier L'Extase de sainte Cécile de Raphaël.

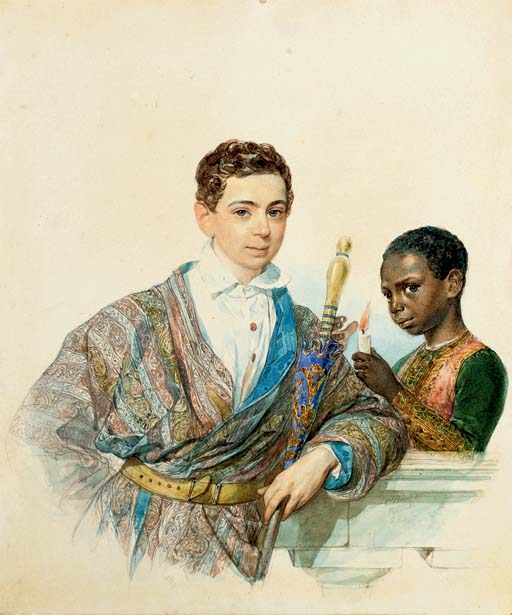
Anatole Demidoff avec un Maure par Karl Brioullov (1829, priv.coll.)

Les retards qui ont conduit à des reports dans la réalisation de la grande toile ont en fin de compte provoqué le mécontentement du client, le prince Anatole Demidoff . Dans une lettre à Demidoff du 4 septembre 1830, Karl Brioullov écrit qu'il a reçu les informations sur l'intention du client de rompre la commande du Dernier Jour de Pompéi si le travail sur la toile n'avait pas encore commencé. Le peintre signale à Demidoff que du fait de circonstances imprévues « il n'y avait encore rien d'autre sur la toile que le dessin d'un personnage; le moment de terminer le travail prévu au contrat approchait mais l'achèvement de la toile était en fait encore loin d'être achevé » ,. Il est possible que Brioullov ait quelque peu réduit l'avancement de son travail, puisqu'il écrit à la même époque au sculpteur Samuel Galberg que « la moitié du tableau sur Pompéi pour Demidoff est terminé ». Quoi qu'il en soit, en réponse à la lettre de Brioullov, Demidoff lui demande de poursuivre son travail sur la toile « en prenant comme date d'achèvement du contrat le délai que Brioulov choisira lui-même à sa meilleure convenance » . Le peintre Mikhaïl Jeleznov écrit à ce propos qu' « à la fin de l'année 1830 tous les personnages du tableau étaient en place sur la toile et peints en deux tons », « tout ce travail avait été réalisé en deux semaines et avait fatigué le peintre au point qu'il en avait perdu toute force et que tous ses membres en tremblaient »,. Nikolaï Ramazanov a également remarqué que durant la réalisation de son tableau sur Pompéi, Brioullov connaissait un tel épuisement de ses forces que fréquemment il devait quitter son atelier »,.

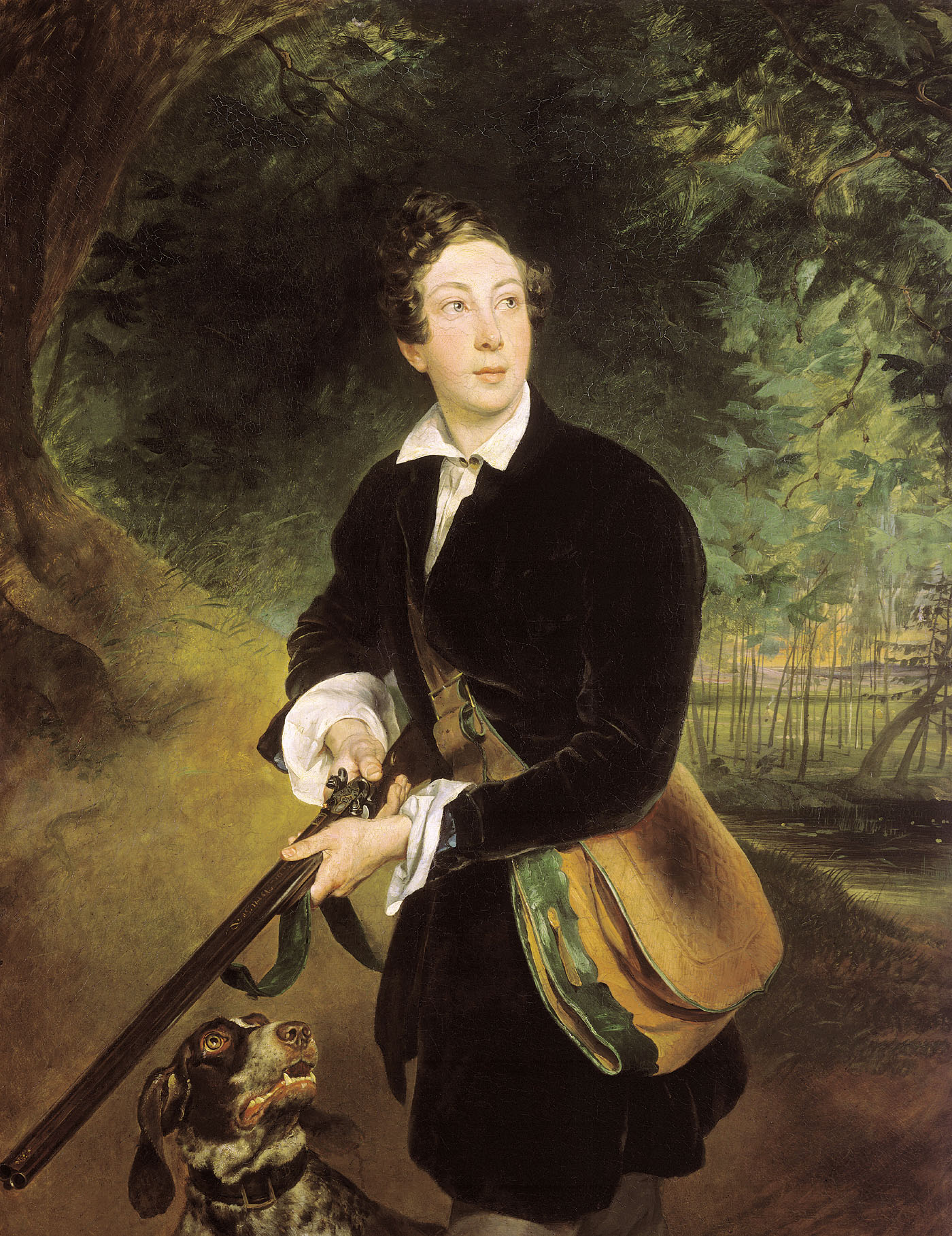
Alexis Konstantinovitch Tolstoï par Karl Brioullov, écrivain, cousin éloigné de Léon Tolstoï

En mai 1831, l'écrivain Alexis Konstantinovitch Tolstoï visite l'atelier de Brioullov et écrit dans son journal : « Nous étions chez le peintre Brioullov, qui a commencé à peindre pour le prince Demidoff un tableau représentant le dernier jour de Pompéi » . En 1832, peu de temps avant sa mort, Brioullov a reçu la visite de l'écrivain Écossais Walter Scott, qui a passé plusieurs heures devant la toile. Selon Brioullov lui-même, le célèbre écrivain « est resté assis toute la matinée devant la toile ; il en a compris tout l'esprit » . Après quoi, Walter Scott est allé vers le peintre, lui a serré les deux mains et lui a dit qu'il s'attendait à voir un roman historique, mais qu'il avait vu beaucoup plus, toute une épopée . Pour Brioullov, le soutien de l'écrivain était très importannt non seulement parce que la conception historique de son tableau était reconnue telle celle d'un romancier historique, mais aussi parce qu'il a reçu la reconnaissance de la part d'un écrivain romantique, qui a réussi à comprendre le sens profond de sa toile .
Le travail de Brioullov sur Le Dernier Jour de Pompéi a également passionné le peintre Alexandre Ivanov le futur auteur de L'Apparition du Christ au peuple, qui travaillait à Rome depuis 1830. Il écrit à Brioullov : « Je suis curieux de voir votre tableau dont on parle tant, j'ai essayé à plusieurs reprises de venir à votre atelier, mais finalement du fait que tout le monde crois que l'on ne peut entrer chez vous sans invitation, j'ai décidé de vous écrire cette lettre pour vous demander de pouvoir voir vos travaux ». Piotr Bassine, un autre peintre a également pu voir Le Dernier Jour de Pompei à l'état de croquis qui l'a inspiré pour son tableau Tremblement de terre à Rocca di Papa près de Rome.
Au début de l'année 1833, dans une lettre à la société d'encouragement des artistes, Alexandre Ivanov écrit : « Brioullov termine son tableau et surprend déjà Rome et fera de même en Europe ». Cependant, selon le témoignage de l'artiste vivant à Rome Jacob Ianenko, au printemps 1833, le travail de Brioullov sur sa toile Le Dernier Jour de Pompéi se poursuivait toujours. Dans une lettre à Alexandre Brioullov du 13 avril 1833, le peintre Ianenko écrit que le frère d'Alexandre fait des miracles et que son nouveau tableau est une merveille. Selon Ianenko, Karl Brioullov, se rend célèbre parmi les nouveaux artistes. Tous veulent voir son nouveau tableau dans son atelier bien qu'il ne soit pas achevé . Le peintre Mikhaïl Jeleznov se souvient que quand il termina son travail sur la grande toile, Brioullov n'était pas content de lui « selon ses calculs, les personnages devaient vraiment sortir de la toile, mais dans le tableau ils n'avaient pas le relief qu'il voulait leur donner ». Pendant deux semaines Brioullov se rendit à son atelier pour tenter de comprendre quelle erreur il avait commise. Plus tard Jeleznov rapporte les réflexions suivantes de Brioullov : « Il me semblait que la lumière de la foudre sur la chaussée était trop faible. J'ai éclairci les pierres près des pieds d'un guerrier, et le personnage a surgi de la toile. Puis j'ai éclairci toute la chaussée et j'ai vu que mon tableau était achevé »,.

### Après la création
Quand le travail sur la toile a été complètement achevé, Karl Brioullov a commencé à le montrer à Rome à son atelier de la Via di San Claudio. Le commanditaire du tableau, le prince Anatole Demidoff a payé pour la toile quarante mille francs français . La popularité du tableau et de son auteur a grandi rapidement : à l'époque, au lieu d'entendre les habituels bonjour, comment allez-vous ? habituels dans les rues et les cafés de la capitale on entendait la phrase : « Avez-vous vu le tableau Le Dernier Jour de Pompéi dont tout le monde parle à Rome ? ». L'écrivain Nikolaï Rojaline, dans une lettre au critique littéraire Stepan Chevyriov du 25 août 1833 écrit : « Nous avons à Rome un évènement important avec l'exposition de peinture de Brioullov dans son atelier. Toute la ville a défilé et s'est émerveillée » . D'après le récit de l'auteur lui-même du tableau Pompéi, qui figure dans les mémoires de son élève Appolon Moritski, un jour est arrivé dans son atelier un des chefs de l'école romaine des artistes Vincenzo Camuccini, lequel au bout de quelques minutes devant le tableau, s'est approché de Brioullov, l'a serré dans ses bras et lui a dit : « Embrasse-moi, Colosse ! » . L'artiste sculpteur danois qui travaillait à Rome Bertel Thorvaldsen écrit qu' « aucun artiste contemporain ne peut peindre une telle toile, ni même la composer . Le peintre Grigori Gagarine écrit que « le succès de cette toile Destruction de Pompéi a été, on peut le dire, le seul qui ait existé dans la vie de cet artiste ». Selon Gagarine, « cette grande œuvre a provoqué un enthousiasme illimité en Italie » : dans différentes villes du pays, l'auteur a organisé des réceptions solennelles du tableau, « on lui a consacré des poèmes, on l'a porté dans les rues avec de la musique, des fleurs et des torches ».

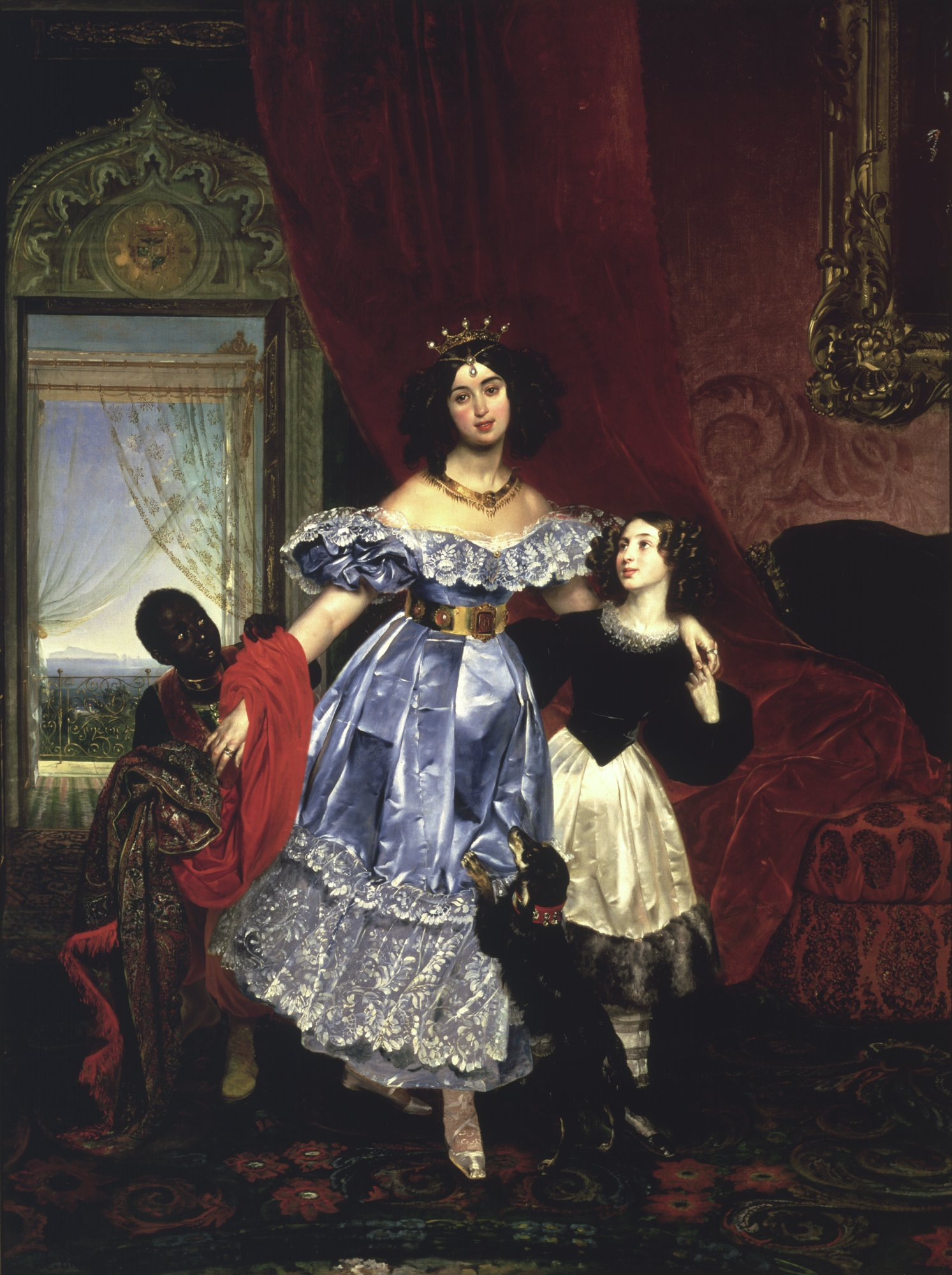
La comtesse Samoilova avec Giovanina Pacini par K. Brioullov (1832-4, Hillwood)

De Rome, la toile a été transferée à Milan, où elle a été exposée avec succès à l'exposition milanaise de 1833 qui a été organisée à la Pinacothèque de Brera . La participation de la toile de Brioullov à l'exposition a été permise grâce à la comtesse Julia Samoiolova ; le critique Vladimir Stassov en signalant les efforts de la princesse à cette fin se réfère à la lettre de Demidoff à son frère en novembre 1833 . La réputation de l'artiste en sort grandie et on compare son tableau à ceux de Raphaël, Michel-Ange et du Titien . Brioullov a reçu un diplôme d'honneur de l'Académie des beaux-arts de Milan accompagné d'une lettre disant : « En vous nommant membre d'honneur, l'Académie n'a fait qu'augmenter l'éclat de votre réputation ». Les Académies de Bologne, Florence, Parme ont également nommé Brioullov membre d'honneur.
Enthousiasmé par le succès exceptionnel du tableau sur Pompéi en Italie, son propriétaire Anatole Demidoff voulait absolument le montrer en France. Grâce à ses efforts, le tableau de Brioullov a été inclus dans l'exposition du Salon de peinture et de sculpture à Paris , qui s'ouvrit en mars 1834 . En même temps que Le Dernier Jour de Pompéi, le musée du Louvre, où se tenait l'exposition des peintres français les plus réputés, exposait :  Le Martyre de saint Symphorien de Ingres, Le Supplice de Jane Grey de Paul Delaroche, La Bataille de Maria contre les Cimbres d'Alexandre-Gabriel Decamps, La Mort de Poussin de François Marius Granet, Le Conteur arabe d'Horace Vernet, Femmes d'Alger dans leur appartement de Delacroix  et d'autres encore. Le contenu de ces tableaux comme de celui de Brioullov était le thème de la souffrance. De manière générale, l'accueil du tableau de Brioullov à Paris Le Dernier Jour de Pompéi s'est avéré moins enthousiaste qu'en Italie. En particulier, l'auteur de l'article dans L'Artiste écrit qu'à son avis la toile de Brioullov est beaucoup trop grande, et le tableau retarde de 20 ans, même si elle a été conçue avec beaucoup d'imagination. La critique publiée par le journal Débats, était encore plus négative : « Il n'y a pas d'inspiration dans cette œuvre, elle laisse le spectateur froid et inintéressé ». Une des raisons de cet accueil plutôt froid est d'après le critique de Gazette de France « la très belle toile de Monsieur Brioullov est arrivée trop vite à Paris après la Bataille de Paris. Malgré ces critiques dans la presse, l'œuvre de Brioullov a été saluée par le jury du Salon qui lui a décerné la grande médaille d'or. Selon la critique d'art Esther Atsarkina, le tableau de Karl Brioullov « a été très apprécié par le jury parce qu'il frappé celui-ci par le caractère grandiose de l'évènement dépeint, par les sentiments pathétiques qui se dégagent, par la véracité de la situation décrite », créant ainsi une « impression authentique d'épopée monumentale ».
L'été 1834, après la fin de l'exposition de Paris, sur ordre d'Anatole Demidoff, le tableau Le Dernier Jour de Pompéi a été emballé dans une énorme caisse (les dimensions du tableau sont de 456,5 cm sur 651 cm) qui est chargée sur le bateau Tsar Pierre et envoyé de France à Saint-Pétersbourg par la mer. La toile est arrivée en juin à Saint-Pétersbourg et à celle-ci était joint un cadre en bois doré . Le propriétaire du tableau a du demander le passage en franchise de la toile du cadre et du châssis. Demidoff lui-même, pris du désir irrépressible de présenter le tableau aux critiques les plus éminents retourne par la route jusque Saint-Pétersbourg et y arrive avant même l'arrivée du bateau et de la toile ,. L'empereur Nicolas Ier accepta de bonne grâce le tableau de Brioullov que lui offrit Demidoff et demanda de l'exposer au Musée de l'Ermitage, dans l'ancien atelier de l'artiste anglais George Dawe , où il fut installé en août . À la fin du mois de septembre de la même année, le tableau est déplacé dans une salle séparée de l'Académie des beaux-arts où il est accessible au public. Dans une lettre datée du 12 septembre 1834, Deminoff écrit à Brioullov : « J'ai apporté votre tableau à l'empereur qui l'a accepté avec plaisir. […] Il est dommage que vous ne fussiez pas ici vous-même, quand tous ont admiré votre œuvre et votre génie extraordinaire ». Demidoff vous recommande de ne pas rater l'occasion de venir ici sans crainte, ajoutant que vous gagnerez beaucoup par votre présence et que l'on vous retiendra pas inutilement ,.
L'Académie des beaux-arts a informé Brioullov du fait que si ses réalisations lui valaient bien le poste de professeur d'académie il n'était gratifié que du titre de Membre libre d'honneur. Titre qui lui donnait le droit de porter l'uniforme de professeur principal tout en restant dans les rangs des conseillers titulaires de la Table des Rangs. La raison du refus de l'Académie d'attribuer le titre de professeur à Brioullov venait du fait que le sujet de son tableau Le Dernier Jour de Pompéi était un choix qui lui était personnel et ne provenant pas du programme académique . Selon les statuts de l'Académie, le titre de professeur pourrait lui revenir une fois qu'il serait devenu un retraité distingué qui reviendrait dans sa patrie après un long séjour à l'étranger et qui serait alors pénétré du programme que le conseil lui assigne. Le 25 septembre 1834, le conseil de l'Académie a tenté de demander et d'obtenir auprès de Nicolas Ier l'autorisation d'attribuer à Brioullov le titre de professeur à titre exceptionnel, étant donné la qualité de son tableau sur Pompeï, qui peut être considéré comme une des créations les plus extraordinaires en Europe actuelle. Le 29 novembre de la même année, le ministère de la cour impériale informe l'Académie que « l'empereur souverain n'a pas accordé l'autorisation d'attribuer au peintre Karl Brioullov le titre de professeur, étant donné que dans le cas présent il est nécessaire de respecter la charte de l'Académie ». Mais le ministère ajoute que voulant exprimer sa bienveillance à l'égard de cet artiste aux brillants talents l'empereur lui accorde l'Ordre de Sainte-Anne du 3e degré  (le décret sur cette attribution est daté du 27 novembre 1834). L'empereur Nicolas Ier a offert en plus à Brioullov une bague en diamant .
Le père du peintre, le sculpteur Pavel Brioullo (1760-1833), n'a pas survécu à ces évènements et est décédé en janvier 1833. Bien qu'il n'ait jamais vu son fils Karl après une longue séparation, des rumeurs sur le succès de celui-ci, dû à cette grande toile sur Pompeï, lui sont parvenues. Le frère cadet de Karl, dénommé Ivan, un artiste encore débutant est mort, lui, le 27 octobre 1834 de la tuberculose, à l'âge de 20 ans environ. Peu de temps avant sa mort, alors que le tableau Le Dernier Jour de Pompéi commençait à être exposé dans la salle de l'Académie, des amis d'Ivan l'ont pris par la main pour lui montrer la toile de son frère Karl. Selon une description de la scène, « il a été porté a travers une foule immense qui s'écartait pour le laisser passer silencieusement » . Selon une autre description : « ils ont amené Ivan à un moment où le public n'y était pas, dans un fauteuil de l'infirmerie de l'Académie et l'installent devant la toile ». Après quoi Ivan se tait longuement, assis devant le tableau, et pour la première fois depuis longtemps, il ne tousse pas mais ferme les yeux, puis les ouvre comme s'il voulait capturer l'image du tableau pour la conserver en lui .

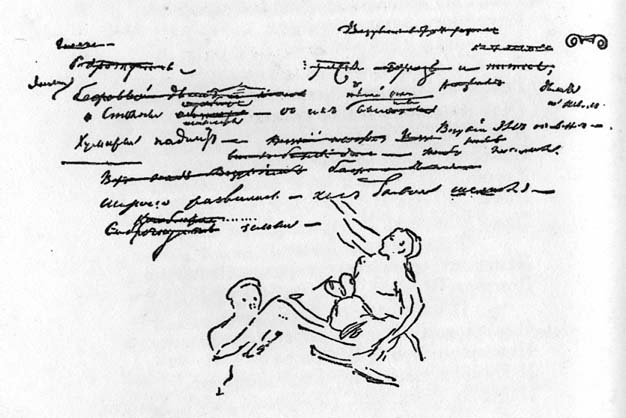
Brouillon du poème de Pouchkine, Le Cratère du Vésuve s'est ouvert (1834)
Le cratère du Vésuve s'est ouvert, la fumée jaillit par bouffées,
la flamme se répand largement comme une bannière de combat.
La terre s'ébranle et les colonnes tremblent
Les idoles s'effondrent! Un peuple pourchassé par la peur
sous une pluie de pierre et de cendres enflammées
fuit en masse, vieux et jeunes, cette grêle au loin.
Août-septembre 1834

La toile de Brioullov a incité des poètes et des écrivains à créer des œuvres en vers et en prose. Revenu de l'exposition de 1834 qui avait vu la toile exposée, Alexandre Pouchkine a esquissé un des groupes de personnages de la toile (celle où un vieillard est porté par ses fils) sous lequel il a écrit un poème . Sous l'influence de l'œuvre de Brioullov, l'écrivain anglais Edward Bulwer-Lytton écrit en 1834 le roman Les Derniers Jours de Pompéi. La toile que l'écrivain a vu à une exposition à Milan est devenue l'une des sources de son élan créatif, et les motifs chrétiens du roman sont probablement liés à l'image du prêtre représenté sur la toile par Brioullov.
Malgré le succès avec lequel Le Dernier Jour de Pompéi avait déjà été adopté en Russie, cela n'a pas empêché Brioullov d'être impatient de retourner dans sa patrie. Ce qu'il fait à la fin de l'année 1835 : le 17 décembre il est arrivé à Odessa en provenance de Constantinople sur le bateau Empereur Nikolaï. Comme le communique le journal Messager d'Odessa du 4 janvier 1836, les habitants de la ville attendaient avec impatience de voir Brioullov et son tableau dont le nom avait pris une importance tellement grande parmi les artistes européens. Dans le même numéro est décrit le dîner auquel le général-gouverneur de Novorussie et de Bessarabie, Mikhaïl Vorontsov a pris part et qu'il a clos par un toast en disant : « nous nous réjouissons d'être les premiers de nos compatriotes à vous assurer de notre respect et de notre gratitude que par ailleurs chaque russe ressentira devant Le Dernier Jour de Pompeï » .
Au début du mois de janvier 1836 (selon d'autres données en 1835 ), Brioullov quitte Odessa pour Moscou où il va passer plusieurs mois. Lors d'un repas en son honneur offert par l'École de peinture, de sculpture et d'architecture de Moscou, le 28 janvier 1836, le chanteur baryton Nikolaï Lavrov (en) interprète la chanson Là où se trouvait l'aigle à deux têtes, dont les paroles étaient les suivantes : « Tu rapportera le trophée de la paix / Avec toi dans l'ombre paternelle / Et ce fut le dernier jour de Pompéi / Et le premier jour de la peinture russe ! » ,. L'auteur de la musique était le compositeur Alexeï Verstovski, et celui des vers, Ievgueni Baratynski (selon d'autres sources l'auteur des paroles était Stepan Chevyriov).
Brioullov reste quelques mois à Moscou, puis accompagné de Michel Zagoskine, il se rend à Saint-Pétersbourg. Lors de son arrivée à l'Académie des beaux-arts, une réception est organisée le 11 juin 1836 . L'évènement solennel est décrit en détail dans une lettre du peintre Andreï Ivanov (ancien mentor de Brioullov) à son fils Andreï Ivanov (peintre), datée du 8 août 1836. Selon la lettre d'Ivanov, la table a été dressée devant la toile Le Dernier Jour de Pompéi devant laquelle à la distance d'une sagène était tendu un grillage pour que l'on ne s'approche pas du tableau . Un toast est porté à Karl Brioullov pour son tableau qui a « glorifié en Europe le nom d'un peintre russe ».

### Évènements ultérieurs
En 1851, le tableau Le Dernier Jour de Pompéi, qui était conservé à l'Académie des beaux-arts, est déplacé dans le bâtiment qui vient juste d'être construit du Nouvel Ermitage, où il est installé dans la salle de l'école russe,. Durant son séjour au Nouvel Ermitage il est souvent copié par des élèves artistes . Après la mort d'Alexandre III, le musée d'Alexandre III est devenu le Musée russe et la toile y est installée et s'y trouve encore aujourd'hui ,. Le musée russe est installé dans le Palais Mikhaïlovski, et la toile s'y trouve dans la même salle que d'autres tableaux de Brioullov tels que Le Siège de Pskov. Dans la même salle se trouvent aussi Le Serpent d'airain et La mort de Camille, sœur de Goratsia Fiodor Bruni, Martyrs chrétiens au Colisée de Constantin Flavitski, L'apparition du Christ à Marie-Madeleine après sa résurrection Alexandre Ivanov, La Dernière Cène de Nikolaï Gay, et deux ou trois toiles d'Ivan Aïvazovski ,. Il faut remarquer qu'à l'Ermitage et après le transfert au Musée russe le tableau de Brioullov Le Dernier Jour de Pompeï se trouvait juste à côté du Serpent d'Airain du Russe d'origine suisse-italien Fiodor Bruni. Alexandre Benois écrivait : « Les deux colosses de peinture russe ont trouvé place sur le même mur […] comme si ces géants étaient vraiment des œuvres jumelées entr'elles ».
L'historien français Louis Réau écrit quant à lui :

« Jaloux du succès du Dernier Jour de Pompeï, le Suisse-italien Bruni échafauda en 1838 une grande machine biblique : L'Érection du serpent d'airain qui est encore plus creuse et plus soufflée que son modèle  »

Le Serpent d'airain et Le Dernier Jour de Pompéi
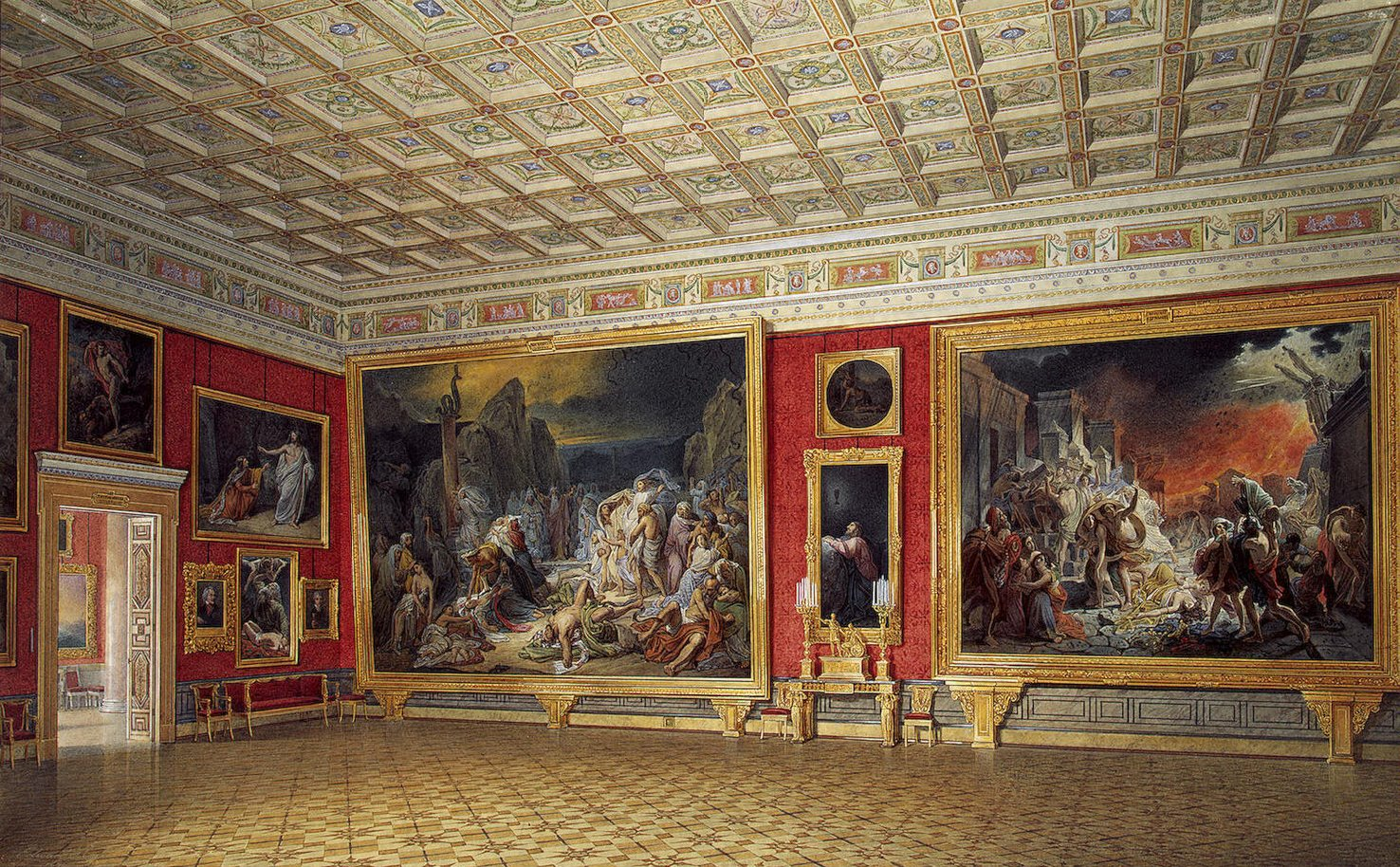
Eduard Hau pour l'intérieur du Nouvel Ermitage dans lequel sont exposés Le Serpent d'airain de Fiodor Bruni et Le Dernier jour de Pompéi de Karl Brioullov
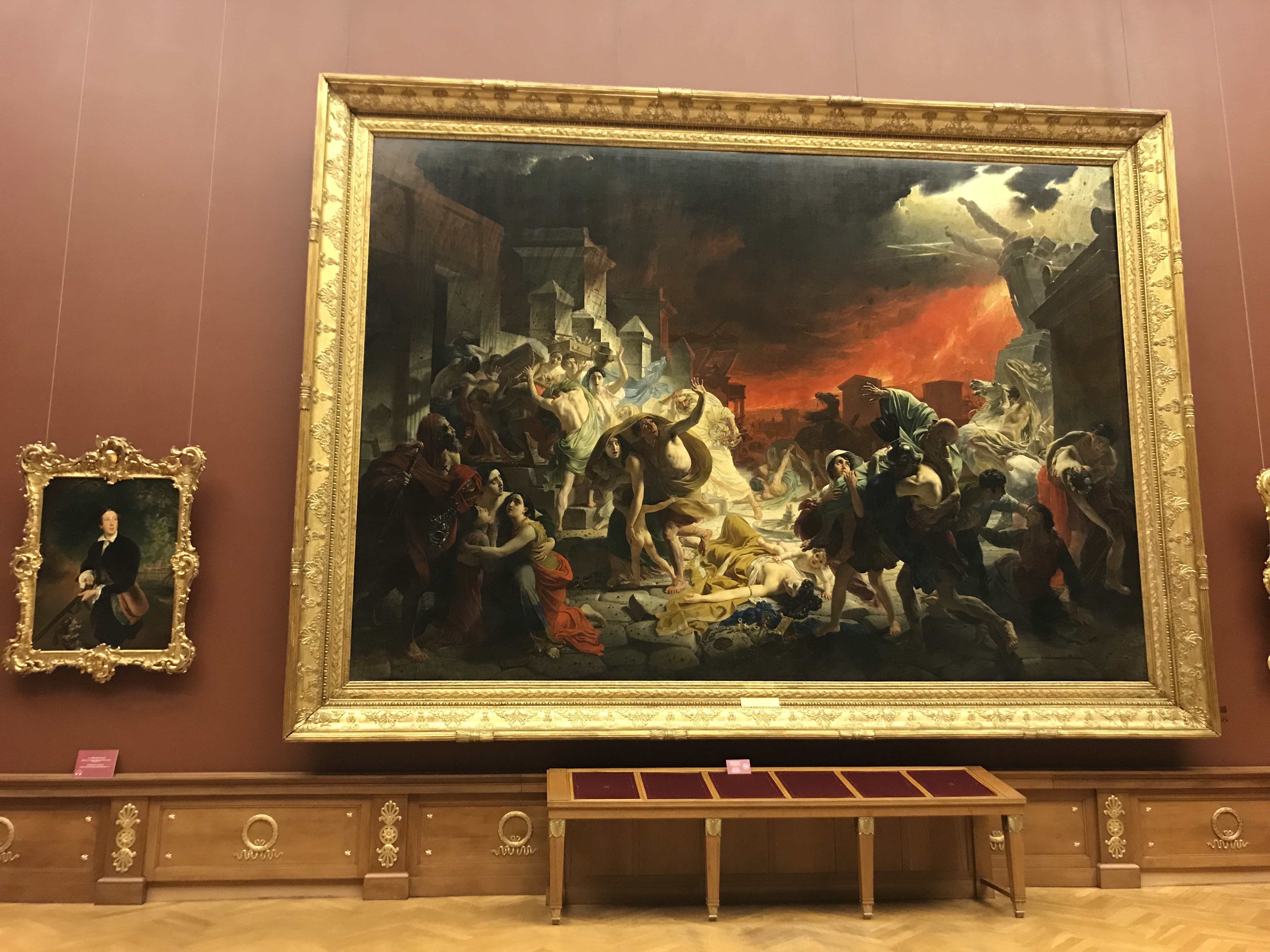
Le Dernier Jour de Pompéi au Musée russe

À l'époque de la Seconde Guerre mondiale, une partie des tableaux de la collection du Musée russe a été évacuée. Pour des tableaux d'une telle dimension que Le Dernier Jour de Pompeï, des troncs d'arbres d'une longueur de 10 mètres et d'un diamètre de 60 cm à 120 cm, ont été préparés pour pouvoir enrouler les toiles. Puis ces toiles enroulées ont été protégées dans un cadre en bois réalisé en contreplaqué et recouvert de chamoisage,. Le premier juillet 1941, les objets du musée prêts à être évacués ont été envoyés à la gare de Moscou puis par convoi spécial jusqu'au centre de gardiennage de Nijni Novgorod (anciennement Gorki), et enfin par la Volga et la Kama à Perm (anciennement Molotov). Une fois arrivés à destination, les tableaux et les autres œuvres ont été placés dans la galerie régionale d'art de l'oblast de Molotov (aujourd'hui appelée Perm et Galerie nationale d'Art de Perm), située dans les bâtiments de la cathédrale de la Transfiguration. Après l'occupation et la guerre, les tableaux sont retournés au Musée russe dans des caisses en bois et sont arrivées le 17 avril 1946 à Leningrad.
En 1995, une grande restauration de la toile a eu lieu. Au cours de celle-ci ont été réalisés le doublage du cadre sur une nouvelle toile, le renforcement de la peinture à l'huile, la régénération de la laque ancienne et la teinture des pertes de couleur, l'élimination des impuretés, la restauration des bords et le placement de patchs au dos de la toile. Cette restauration a eu lieu dans la salle des colonnes de l'Aile Benois, où la toile a été placée. Le travail de restauration est l'œuvre d'un groupe de restaurateurs du Musée russe, parmi lequel il faut noter la présence d'Irina Korniakova, Alexandre Minine et Evgueni Soldatenkov,
.
La toile Le Dernier Jour de Pompéi se trouve dans la salle № 14 du Palais Mikhaïlovski, où l'on trouve d'autres toiles de Brioullov ainis que quelques toiles d'Ivan Aïvazovski (La Neuvième Vague et d'autres) .

## Description du tableau

### Sujet et composition
Le tableau représente les évènements de Pompéi à l'époque de l'éruption catastrophique du Vésuve. Le lieu choisi par Brioullov pour le déroulement de la scène est la rue des Tombes (Strada dei Sepolcri ou Via dei Sepolcri), qu'il a été visiter en 1827 ,. Le firmament est recouvert de nuages d'orages noirs, à l'horizon brille une lueur rouge sang, les ténèbres dans le ciel sont sillonnés de longs éclairs perçants. Les tremblements du sol provoquent l'effondrement des bâtiments .

Bâtiments en ruine sur fond de foudre et de lueurs du volcan en éruption (détail du tableau)

Les gens tentent d'échapper à la nature déchaînée, au milieu des cris, des prières et des gémissements. La tragédie fait apparaître leurs sentiments et dévoile l'essence de l'âme humaine dans de telles circonstances . Certains personnages deviennent des personnifications de la générosité  : face au danger ils font preuve de sentiments exaltés, de dévouement, de courage et d'amour. Parmi eux, des fils portent sur leurs épaules un père infirme, un jeune homme tente de convaincre sa mère de se sauver avec lui. Une mère et ses deux filles restent immobiles : leur foi en Dieu est si forte qu'elles placent toutes leurs forces dans la prière. À côté d'elles, un prêtre chrétien regarde sans crainte ce qui se passe devant lui. Une famille tente de vaincre sa peur par la fuite. Un jeune marié, oubliant le danger, regarde le visage mort de la mariée. Le personnage situé au centre du tableau est une femme tombée d'un char et blessée mortellement alors que son enfant reste vivant à côté d'elle. De nombreux groupes de personnages se trouvent sur les marches de la tombe de Scaurus et l'on reconnaît le peintre Brioullov au milieu d'eux qui a voulu se représenter lui-même sur la toile. Il y a aussi des personnages négatifs, comme ce prêtre païen qui s'enfuit effrayé et un voleur qui ramasse des bijoux tombés à terre .
Malgré le fait que la majorité des personnages soient représentés par Brioullov à moitié nus, la draperie joue un rôle important dans l'esquisse de leur silhouette. Les vêtements de toile légère des sujets tombent en des plis ondoyants, ce qui permet d'esquisser clairement les contours de leurs corps. L'utilisation des plis des draperies témoigne d'une bonne connaissance par Brioullov des chefs-d'œuvre de l'art antique; de plus, un certain nombre d'esquisses initiales du tableau montrent l'influence directe jouée par l'art antique des vases en céramique . Lors de la suite de la réalisation du tableau, la position de chaque personnage et la nature des draperies utilisées a été rendue avec plus de précision encore. Selon Era Kouznetsovoï, « ce n'est que par son travail acharné que l'artiste a réussi a transmettre les sentiments de grandeur et de beauté qui nous séduisent encore aujourd'hui » .
Pour la construction de la composition de sa toile, Brioullov utilise l'académisme. Les personnages sont divisés en groupes distincts, qui sont disposés dans le respect de l'équilibre en fonction de la masse des autres groupes. En outre, suivant les canons académiques, le peintre utilise une alternance stricte des plans : les figures au premier plan ont des formes sculpturales convexes, saillantes par opposition à la silhouette des personnages situés au second plan. Les coloris ont également été choisis selon les mêmes principes. Pour le premier plan ombragé l'artiste utilise des tons denses parmi lesquels le rouge, le bleu, l'orange vif, le brun. Pour le second plan il utilise des demi-tons passés, parmi lesquels du bleu pâle, du vert clair et du jaune doré. L'opposition entre les lieux ombrés du tableau et ceux qui sont éclairés donne à la composition un certain dynamisme . Le caractère novateur de Brioullov s'exprime dans l'audace avec laquelle il traite le problème de la représentation des flammes rouges du volcan et de la lumière blanche de l'éclair .
Dans la composition du tableau, l'artiste s'éloigne des traditions et des normes du classicisme : l'action se développe ainsi non seulement au premier plan mais aussi plus profondément dans la peinture ; tous les groupes de personnages en se retrouvent pas dans le triangle classique. Il reprend des caractéristiques à la fois anciennes, celles du classicisme, et nouvelles, celles du romantisme .

### Personnages

#### Une femme avec son enfant tombée d'un char

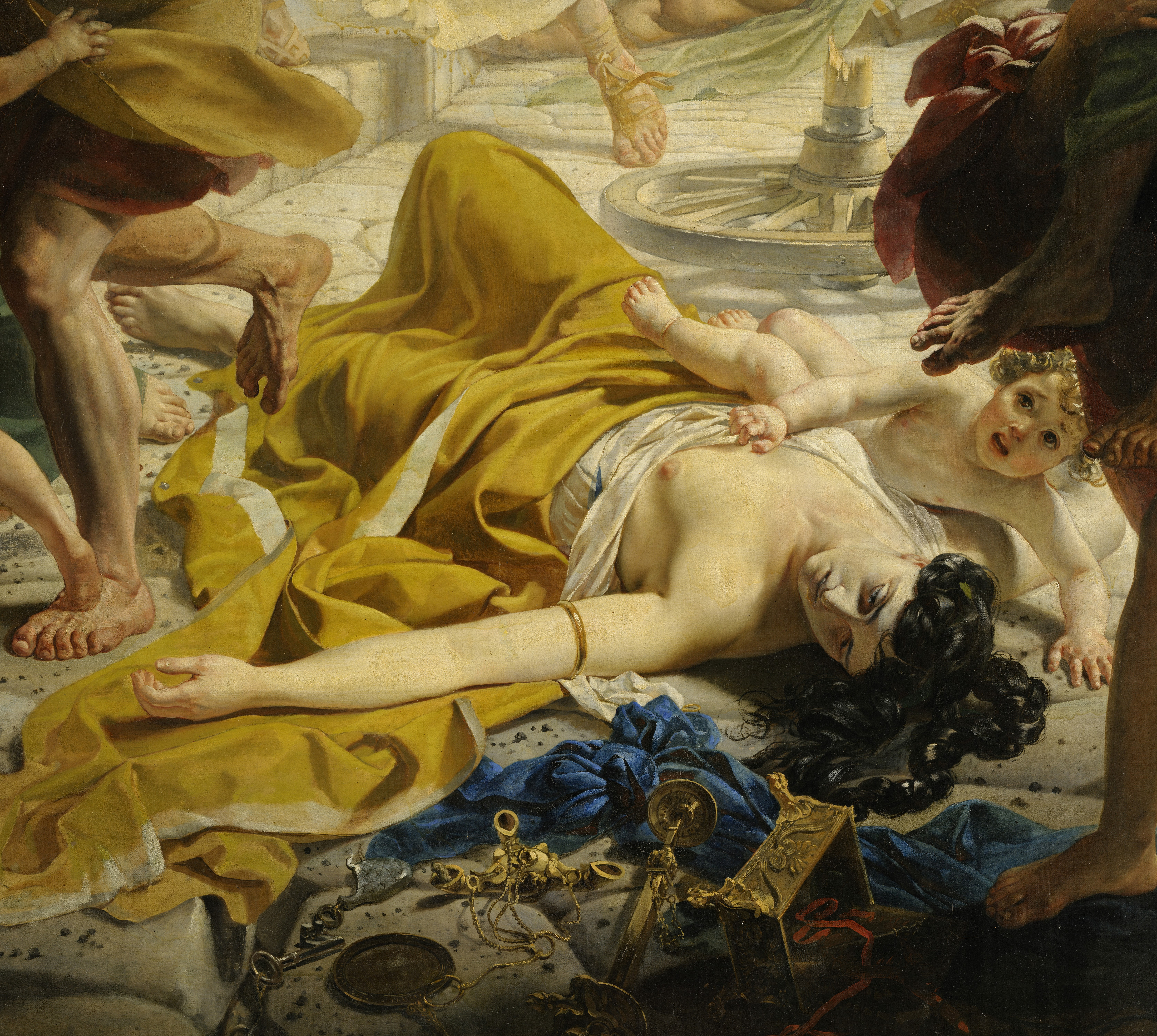
Une femme avec son enfant tombée d'un char.

La jeune femme tombée d'un char avec son enfant est le groupe le plus central dans la version finale de la toile. Pendant longtemps, Brioullov a essayé de trouver une variante à ce groupe central de la composition. Dans une première version, le peintre a représenté un voleur de Pompeï se penchant sur le corps de la femme morte pour lui voler ses bijoux,. Puis le voleur a été remplacé par une jeune fille, mais dans la version définitive il ne reste que l'image de la mère morte avec son enfant vivant. Le peintre lui-même décrit ainsi ce groupe dans une lettre à son frère Théodore datée de mars 1828 : « […] Au milieu du tableau une femme tombée par terre, qui a perdu connaissance ; son bébé est près de sa poitrine, mais ne tient plus la main de sa mère, il s'accroche à ses vêtements et regarde tranquillement le corps sans vie ; derrière celui-ci on voit la roue brisée du char duquel est tombée la jeune femme. »,. Selon certaines sources, pour représenter la femme morte c'est la comtesse Ioulia Samoïlova qui a servi de modèle.
Selon la critique d'art Galina Leonteva, la femme tombée de son char au milieu du tableau symbolise la beauté mais aussi la fin du monde antique ; en même temps, l'enfant qui se traîne le long du corps de sa mère, « peut être perçu comme une allégorie du monde nouveau qui doit se développer sur les ruines du monde ancien » . L'historienne Alla Verechtchaguina remarque que le bambin, avec ses boucles d'or, occupe le centre de la composition, et que sa mère avec sa robe jaune vif et son écharpe bleue représente le centre des colorations de la toile. Selon Verectchaguina, « les recettes classiques ne permettraient pas de résoudre le problème posé par le centre de l'image avec le couple de la mère morte et d'un enfant vivant », « le romantisme révèle quant à lui délibérément l'opposition entre la vie et la mort et révèle les intentions du peintre ».

#### Pline et sa mère

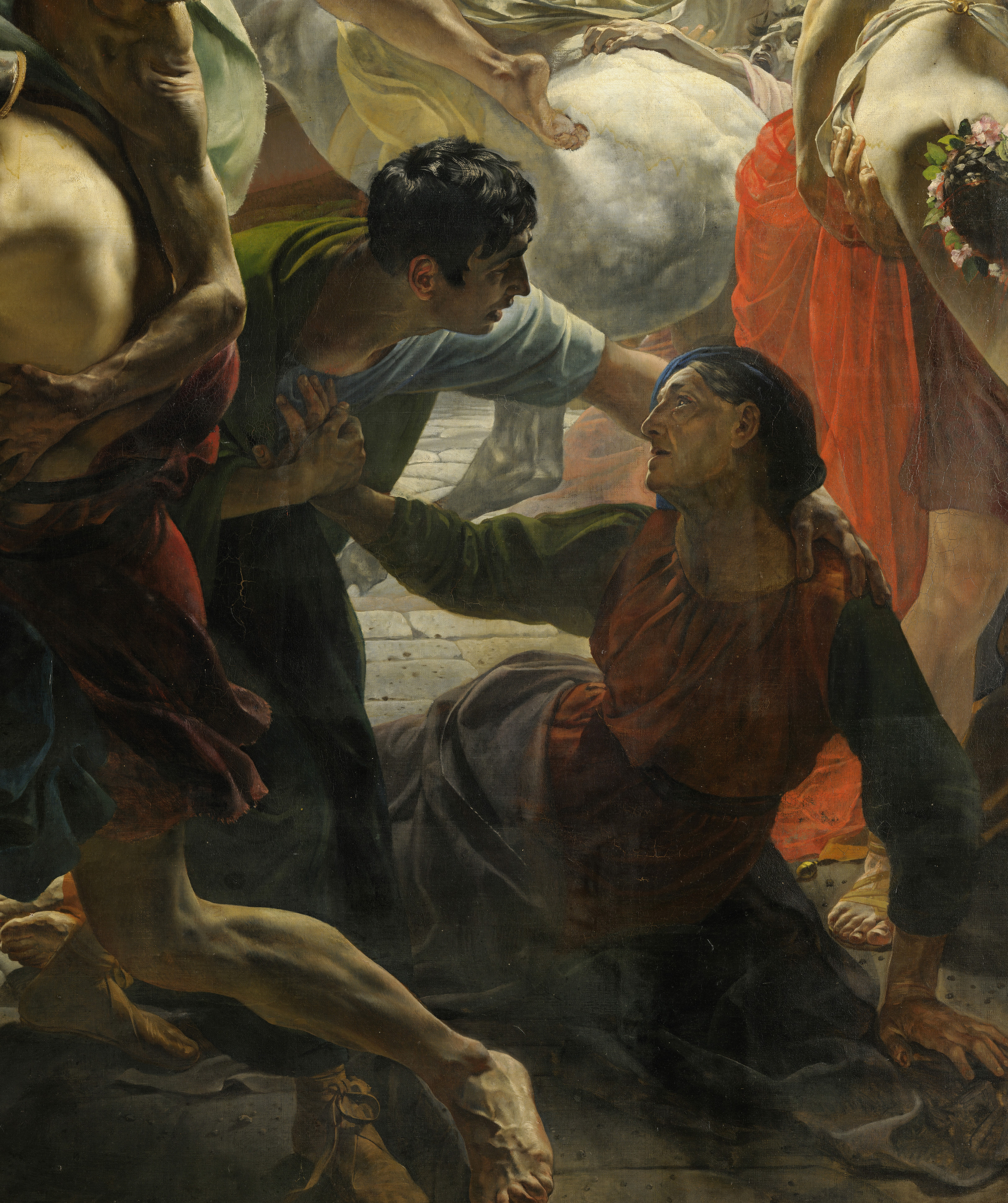
Pline et sa mère

Le groupe de Pline et de sa mère a été repris par le peintre sous l'influence de la lecture du témoignage de Pline le Jeune décrivant les évènements de Pompeï à l'historien Tacite. Malgré le fait que Pline se trouvait à Misène, situé à quelques dizaines de kilomètres de Pompei, pour renforcer l'effet dramatique de son tableau, Brioullov s'est permis de s'écarter de la vérité historique des faits. Décrivant ce groupe dans une lettre à son frère Théodore, il écrit : « … J'introduis un épisode qui est arrivé à Pline lui-même : la mère de ce dernier, affaiblie par son âge avancé, ne se trouve pas en état de s'enfuir et supplie son fils de s'enfuir seul. Mais le fils, utilise toutes ses forces pour l'emmener avec lui. Cet épisode s'est produit au Cap Misène, comme Pline le raconte dans une lettre à Tacite. Brioullov le situé à Pompeï à plusieurs miles de distance de ce cap pour représenter un exemple d'amour filial parmi les différents groupes de sa toile,,.
Le groupe de Pline et de sa mère est un des premiers à apparaître dans les esquisses du peintre. Dans les premières versions de la composition, le groupe est représenté à gauche, alors que dans les variantes successives qui suivent, il est déplacé progressivement de plus en plus vers la droite. Le peintre a représenté Pline le Jeune tentant de persuader sa mère épuisée de se sauver avec lui et si son destin est de mourir de mourir ensemble. D'une part, un fils risquant sa vie qui ne peut abandonner sa mère à la mort et de l'autre, une mère suppliant son fils de sauver lui-même sa propre vie. Ne pouvant refléter pleinement les émotions et le jeu des sentiments sur le visage de Pline et de la mère, le peintre transmet le dialogue dramatique en reproduisant les gestes des personnages. Le mouvement de la main de la vieille mère repoussant le fils pour l'éloigner alors que lui veut l'étreindre est une belle expression de sacrifice d'une mère .
Selon la critique d'art Olga Liakovskaïa, les têtes de Pline et de sa mère sont représentées avec beaucoup de naturel et sont à l'image des Italiens contemporains de Brioullov. L'image de la mère est un exemple type du caractère et de l'énergie d'une femme italienne âgée. Selon Galina Leonteva le groupe de Pline et de sa mère est la scène la plus dramatique et le plus expressif de la toile.

#### Les fils portant leur père

Les fils portant leur père rappellent l'image d'Énée portant Anchise

Un groupe composé d'un fils soldat et d'un jeune homme portant une père âgé est apparu relativement vite dans les esquisses du tableau de Brioullov. Au début, le groupe était fort étendu si bien que lors de l'avancement de la toile l'artiste a changé le principe de sa construction. Brioulov décrit ainsi ce groupe dans une lettre à son frère Théodore : « Entre le groupe formé par Pline et sa mère et le prêtre païen on voit deux jeunes pompéiens, portant sur leurs épaules leur vieux père […] »,. Selon l'historienne d'art Olga Liakovskaïa pour représenter cette scène du père porté par ses fils Brioullov a utilisé les principes de construction de groupe de la toile du Tintoret Enlèvement du corps de Saint-Marc d'Alexandrie .
Les fils portent leur père invalide sur les épaules, oublieux de leur propre sort, ne craignant que pour la vie de leur père . Bien que sa tête soit à moitié dans l'ombre, le geste de sa main levée avec ses doigts écartés, exprime sa frayeur et compense l'absence d'expression de son visage a demi caché. Les fils portant leur père effectuent des mouvements rapides, ce dont témoigne l'espacement des jambes de l'un d'eux comme lors d'une course. Néanmoins, selon la critique d'art Magdalena Rakova, sur la toile ce groupe semble figé et immobile. La différence entre les mouvements des deux fils vient du fait que Brioullov veut donner à chaque personnage une personnalité et une attitude individuelle. C'est particulièrement visible au niveau de leurs jambes : « musclées, fatiguées par les longues marches exigées des soldats, rendues finement, des jambes de jeunes hommes ». Selon Olga Liakovskaïa, la tête du plus jeune est rendue avec une vie exceptionnelle : « elle est dessinée avec un relief extraordinaire, presque au centre de la toile et attire le regard du spectateur avec ses yeux doux, noirs et vivants ».

#### La mère et ses deux filles

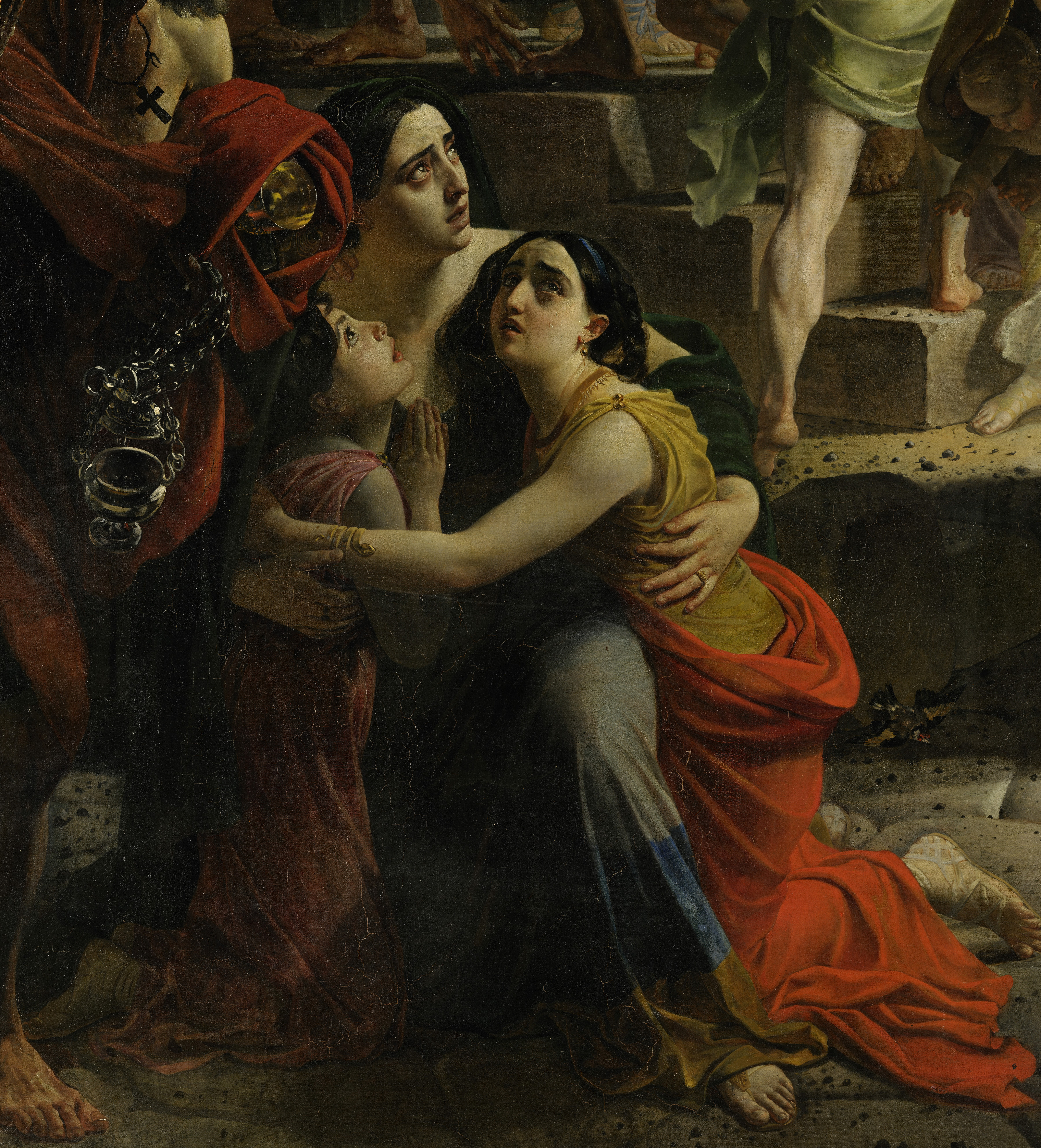
La mère et ses deux filles.

Le groupe de la femme avec ses deux filles, comme celui de Pline avec sa mère est l'un des premiers à apparaître dans les esquisses de Brioullov. Dans les premières variantes de la composition, la mère, levant les bras au ciel, et ses filles étaient en arrière-plan et étaient montrées de dos. Conscient de ce que ce groupe de personnages pouvait apporter à l'ensemble du tableau, le peintre l'a ensuite déplacé à l'avant-plan, tout en apportant des modifications aux gestes et à la position de la mère et des filles. L'artiste décrit ce groupe dans une lettre à son frère Théodore : « Sur le côté droit, je place la mère et ses deux filles à genoux (leurs squelettes ont été retrouvés dans cette position dans les ruines) »,.
La critique d'art Magdalena Rakova remarque la simplicité de la composition et la clarté du conflit psychologique de ce groupe mère-fille. Selon elle, ce groupe est construit comme un triangle isocèle typique de la composition dans le classicisme, réalisé de manière magistrale sans sacrifier la précision des bords du triangle. L'unification de ce groupe est réalisée par le geste large et tendre de la mère étreignant ses filles de ses mains. Le mouvement se referme par la main gauche de la fille qui étreint la jeune sœur . Rakova souligne également la ressemblance de ce groupe avec le motif ancien de Niobé et de ses enfants percé de flèches par Artémise (Diane dans l'Antiquité romaine) et Apollon.
(Diane et Apollon perçant de leurs flèches les enfants de Niobé).
La critique Olga Liaskovskaïa a remarqué que l'apparence de la mère rappelle celle de la comtesse Ioulia Samoïlova dont l'image semble avoir inspiré Brioullov pour un certain nombre de ses personnages féminins ,. Galina Leonteva considère que les traits de la comtesse Ioulia Samoïlova se retrouvent non seulement dans l'apparence de la mère mais aussi dans celle de la fille aînée . Certains auteurs estiment que les filles de la toile de Brioullov pourraient être les héroïnes du tableau de Brioullov intitulé Cavalière (1832) qui sont Giovannina et Amatsilia, les filles adoptives de la comtesse Ioulia Samoïlova.

#### Les nouveaux mariés

Les nouveaux mariés
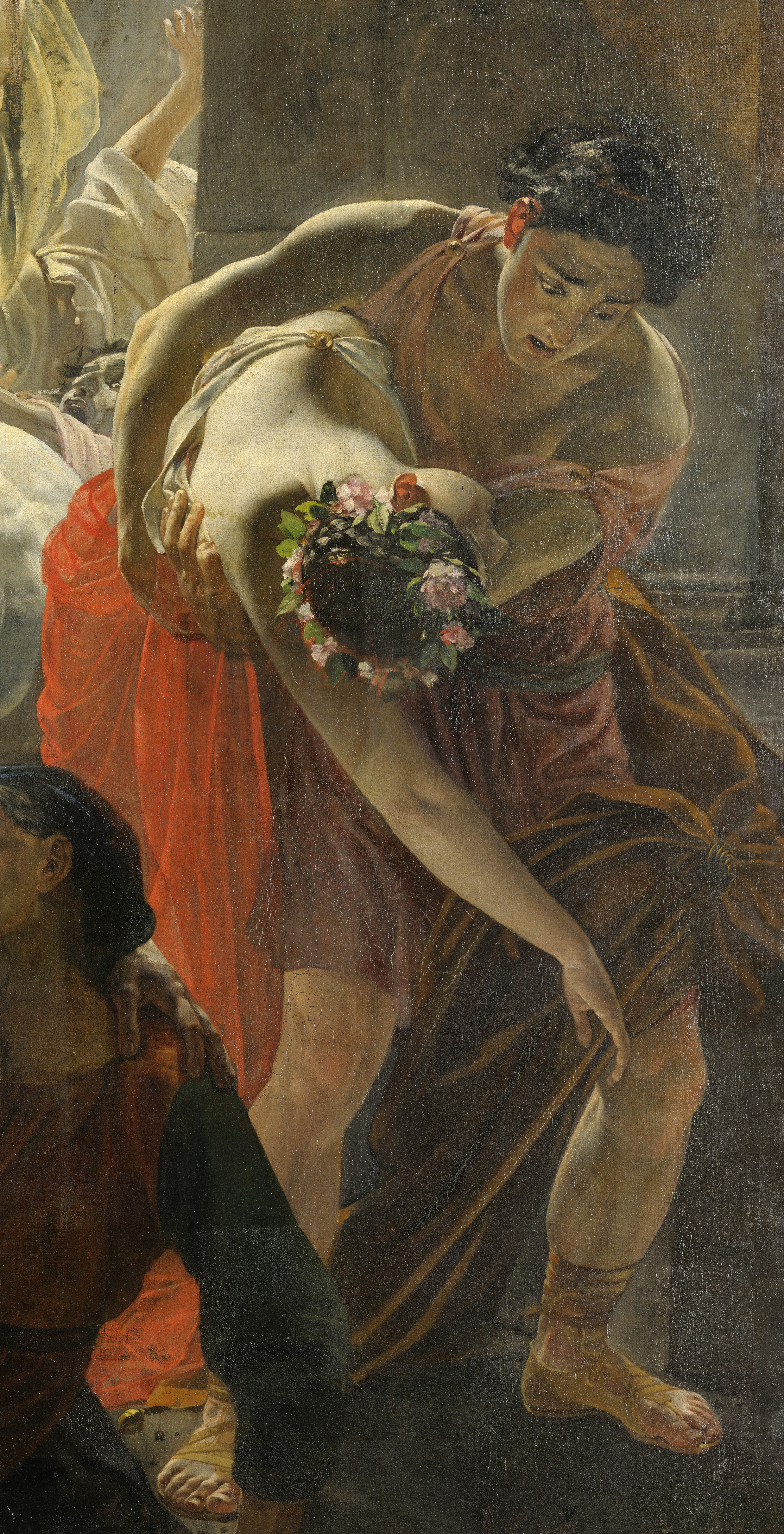
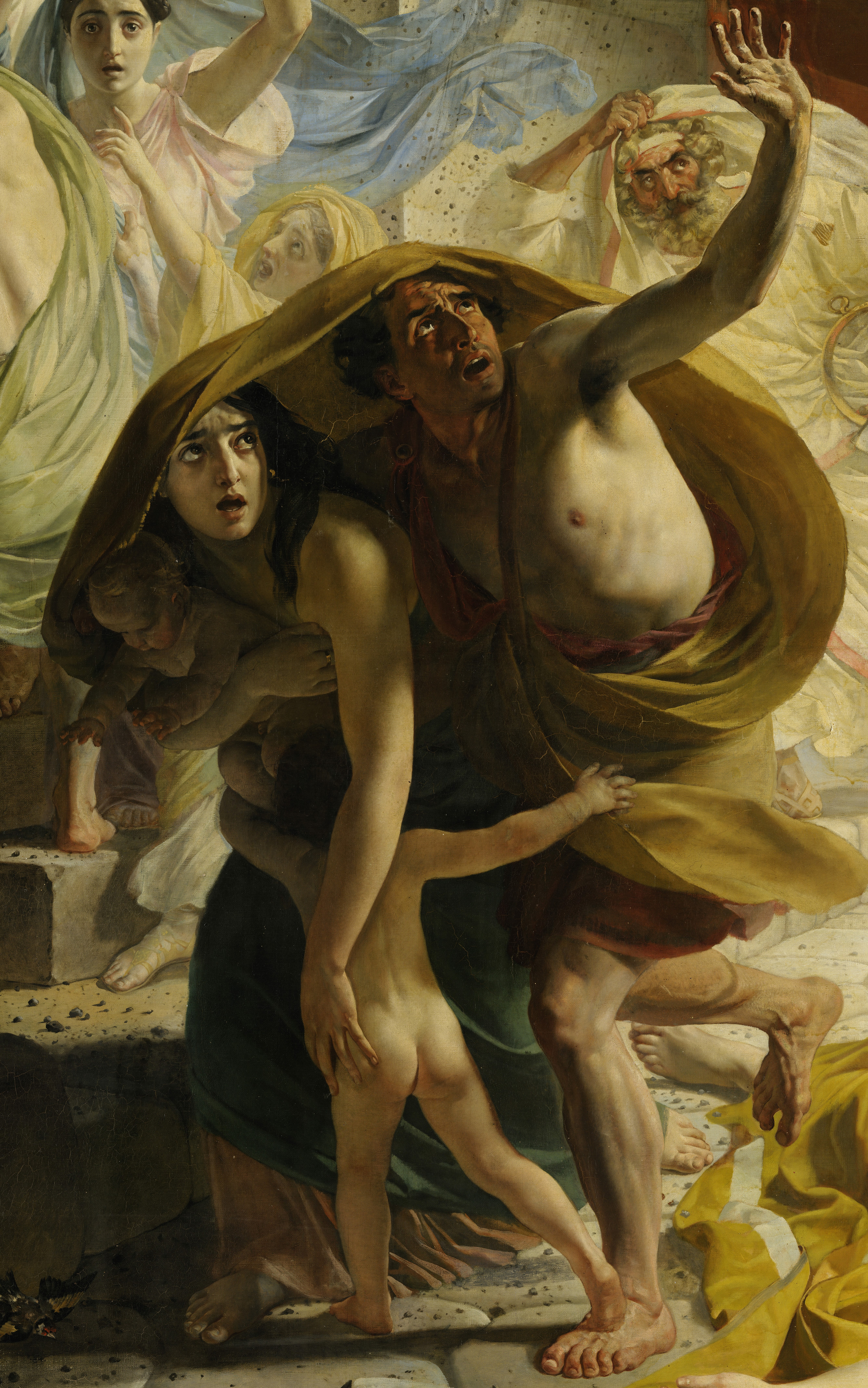

Le groupe du marié avec le corps de la mariée sans vie dans ses bras est introduit parmi les derniers dans les sujets du tableau.. Placé dans la partie droite de la toile par Brioullov, il représente une des scènes les plus tristes du tableau. Il montre qu'il y a des moments dans la vie où « la montagne est plus puissante que la peur de la mort » : ne prêtant attention ni à la foudre, ni aux éclairs, ni aux cris des gens qui l'entourent le jeune marié regarde sans fin le visage pâle de la mariée qui vient de mourir, les fleurs qui forment une couronne dans ses cheveux ne sont pas encore flétries.
L'historienne d'art Olga Liskovskaïa fait remarquer que contrairement aux autres personnages, la figure de la mariée est disposée de manière fort audacieuse du point de vue de la perspective, du fait de l'angle formé avec ses épaules.

#### Pompéien abritant sa famille sous sa cape et levant la main gauche

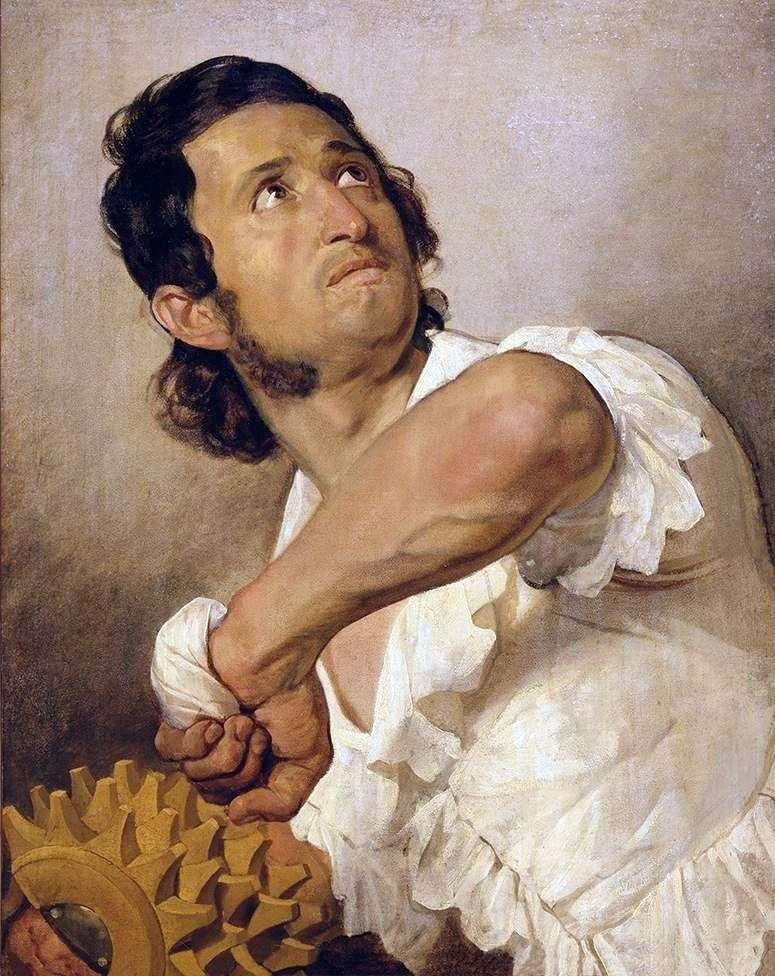
Karl Brioullov. Portrait de Domeniko Marini (1828-1830, Musée-réserve de Novgorod) (huile, toile 62 cm 50 c, est vraisemblablement le même modèle que celui du Dernier Jour de Pompéi protégeant sa famille avec un manteau

Dans une lettre à son frère Théodor, le peintre décrit ainsi le groupe familial qui se tient au pied de l'escalier de la tombe de Scaurus : « la famille s'enfuit pour trouver refuge dans la ville : le mari se couvre de sa cape ainsi que son épouse. Celle-ci tient un nourrisson dans son bras droit et de la main gauche tente de protéger l'aîné qui marche entre ses parents »,. Ce groupe est apparu à un stade précoce de la réalisation de la toile. Il a trouvé la place qui lui convenait directement dans la composition, si bien que l'artiste n'a pas eu à la déplacer. Leurs mouvements et l'expression de leur état d'âme sont exprimés avec une force égale par le peintre. La bouche de l'homme reste ouverte et exprime l'horreur de ces instants . Le modèle prototype de ce groupe familial est devenu le lanceur de poids et joueur de pallone en Italie, Domeniko Marini. Son portrait a été réalisé par Brioullov en 1829 et se trouve aujourd'hui au musée-réserve de Novgorod,. Une inscription au dos de la toile en langue italienne renseigne que c'est le : « Portrait du célèbre joueur de pallone Domenico Marini » peint par Brioullov Karl, un peintre russe vivant à Rome en 1829. Magdalena Rakova note que la figure du père protégeant sa famille de sa cape devait, selon l'intention de Brioullov, être prise dans un mouvement rapide. Or sur la toile, elle semble pétrifiée et en position debout instable. L'homme est représenté debout sur la jambe droite, comme s'il poursuivait sa course, juste après être passé au-dessus du corps d'une femme par terre. Mais il n'en semble pas moins immobile comme les autres membres de sa famille.

#### Le prêtre païen et le prêtre chrétien

Les prêtres
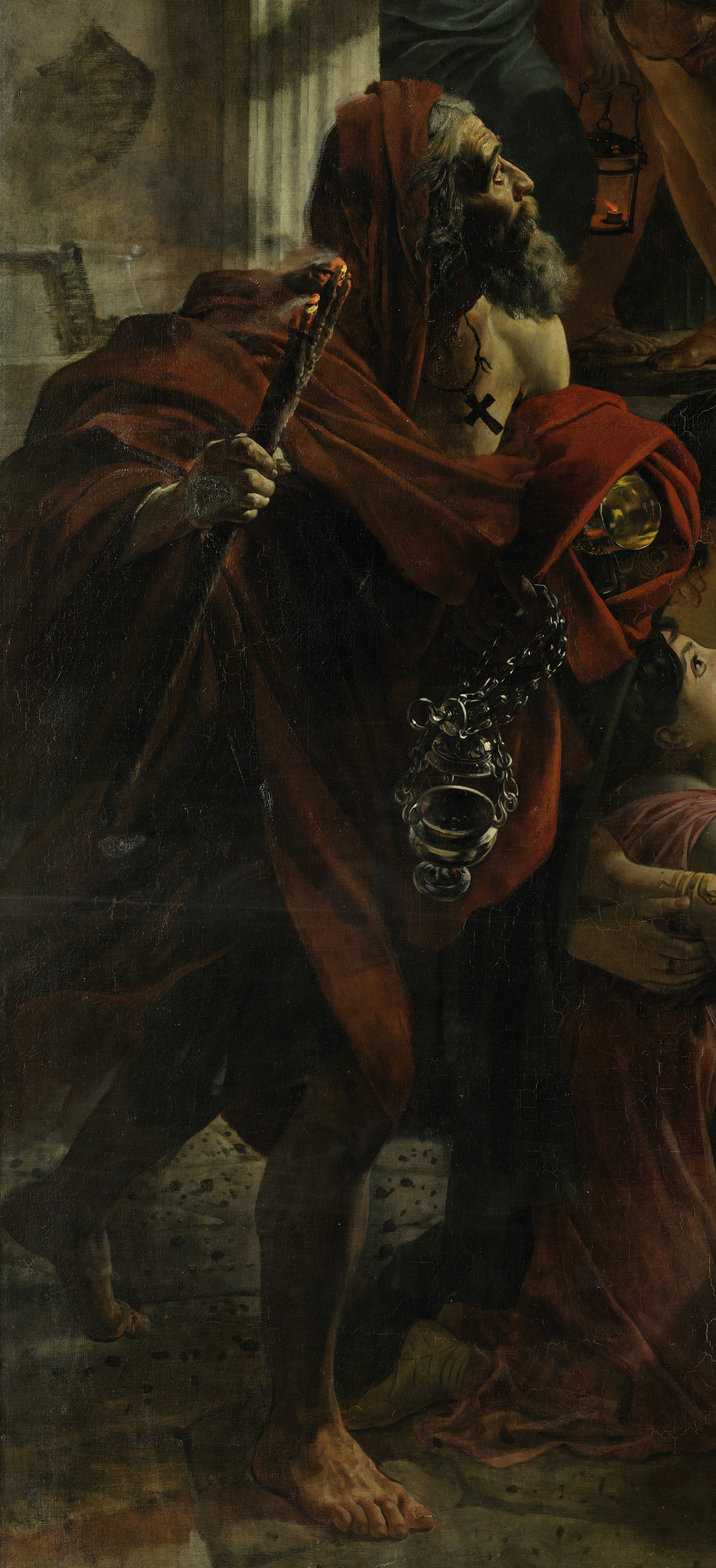
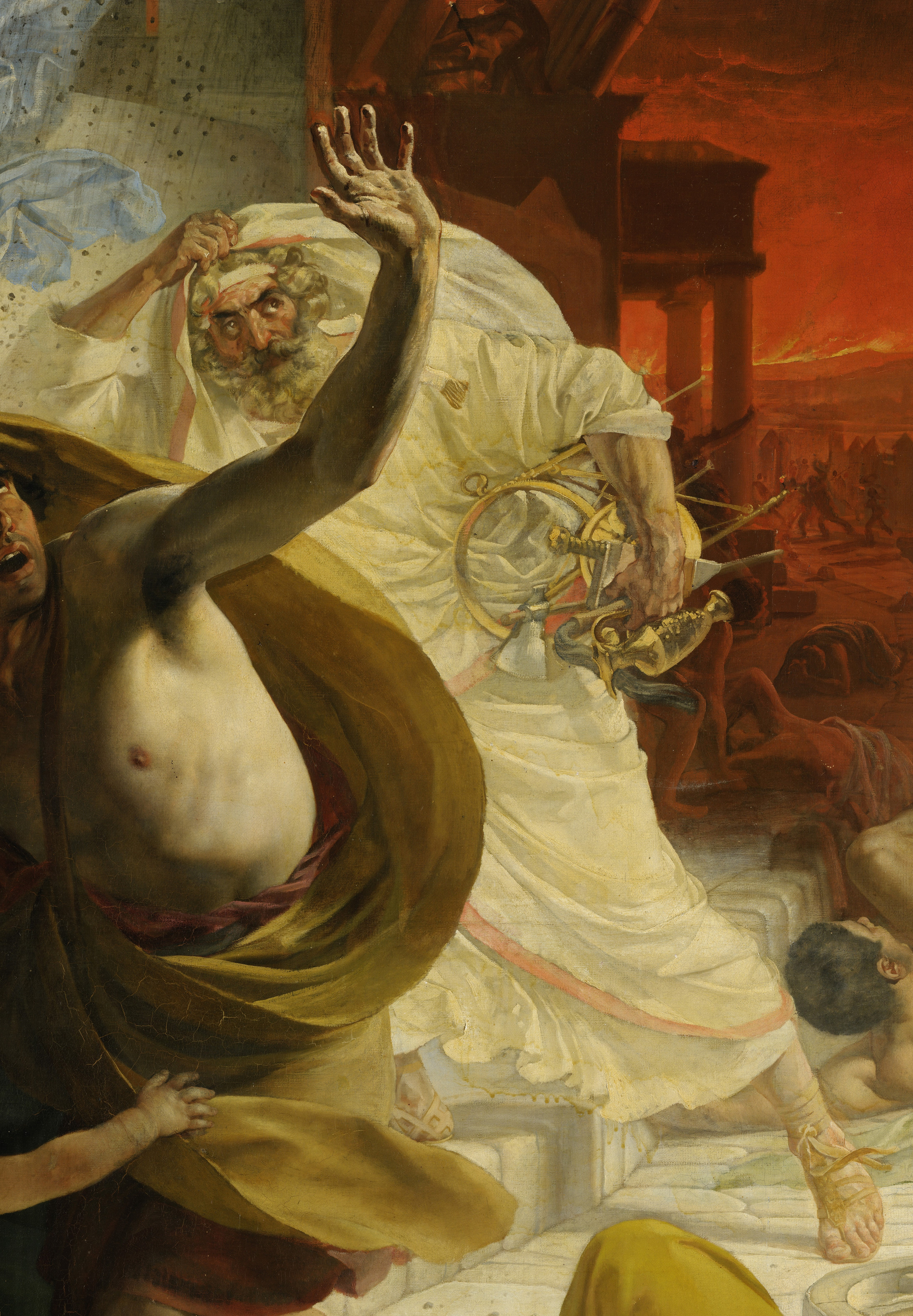

Dans une lettre à son frère Théodor, Karl Brioullov décrit ainsi la représentation du prêtre païen : « À la droite de la femme qui est tombée sur la chaussée, un prêtre emporte des objets du culte et de sacrifice en se couvrant la tête et se précipite dans une direction indéterminée […] »,. Dans les premières compositions, Brioullov avait placé le personnage de ce prêtre sur les marches de l'escalier de la tombe, puis il l'a déplacée vers la droite. Dans les croquis plus tardifs, ce prêtre est représenté plus à l'arrière-plan. Sa figure perd ainsi l'importance qu'elle avait dans les premières variantes de la composition .
Le prêtre chrétien est l'une des figures les plus tardive dans la reconstitution de la composition . Il est debout devant la mère avec ses deux filles, dans la partie la plus à gauche de la toile, si bien qu'une partie de son corps est coupée par le bord du tableau. On sent dans son apparence un mélange de rigidité et de détermination dans le mouvement qui l'a amené jusqu'à cet endroit de la rue des Tombes. Ce prêtre est « un des rares personnages du tableau qui, sans peur, tourne son visage et ses yeux vers la foudre et la catastrophe », comme s'il était « prêt à entrer dans un duel contre les éléments déchaînés ».
Selon Alexeï Savinov, les images des prêtres païens et chrétiens symbolisent respectivement le coucher de soleil de l'ancien monde et l'aube de nouvelles époques : « … ce n'est pas un hasard si le prêtre païen s'enfuit dans la confusion, la tête couverte, tandis que le nouveau prêtre chrétien va vers les lieux de la catastrophe avec une torche et un encensoir dans les mains satisfait de voir les statues des divinités païennes qui s'effondrent ».

#### Groupe sur les marches de la tombe de Scaurus
Karl Brioullov décrit cette partie de la composition dans une lettre à son frère Théodore : « … à l'arrière du groupe (de la mère et de ses deux filles) on peut voir un groupe qui se bouscule dans l'escalier menant au tombeau de Scaurus, se protégeant la tête l'un avec un tabouret, l'autre avec un vase (tous des objets ramassés au musée) »,. Dans la foule qui se trouve sur les marches de la tombe de Scaurus, se produisent deux mouvements inverses. D'une part ceux qui ont essayé de se sauver sous le toit du tombeau et qui essayent de sortir, effrayés à la vue de l'effondrement des éléments des bâtiments de l'autre côté de la rue. À l'inverse, des gens se dirigent vers eux qui au contraire tentent encore de se mettre à l'abri dans le tombeau. Sur le palier du dessus, là où se bousculent les deux flux contraires des gens, un personnage a demi chauve, cupide, se faufile penché en avant et ramasse des pièces d'or sur les marches d'escalier. Même à un moment aussi terrible, son seul but est l'appât du gain auquel il ne peut résister. Dans la partie droite du groupe sur les escaliers, là où les mouvements de foule contraires sont arrêtés, le peintre avec sa caisse de pinceaux et d'accessoires est entouré de deux jeunes femmes. L'une tient un récipient dans ses mains et regarde avec anxiété vers le ciel, et l'autre la tête dans un foulard bleu clair flottant lâche la cruche qu'elle tenait sur la tête de ses deux mains levées.

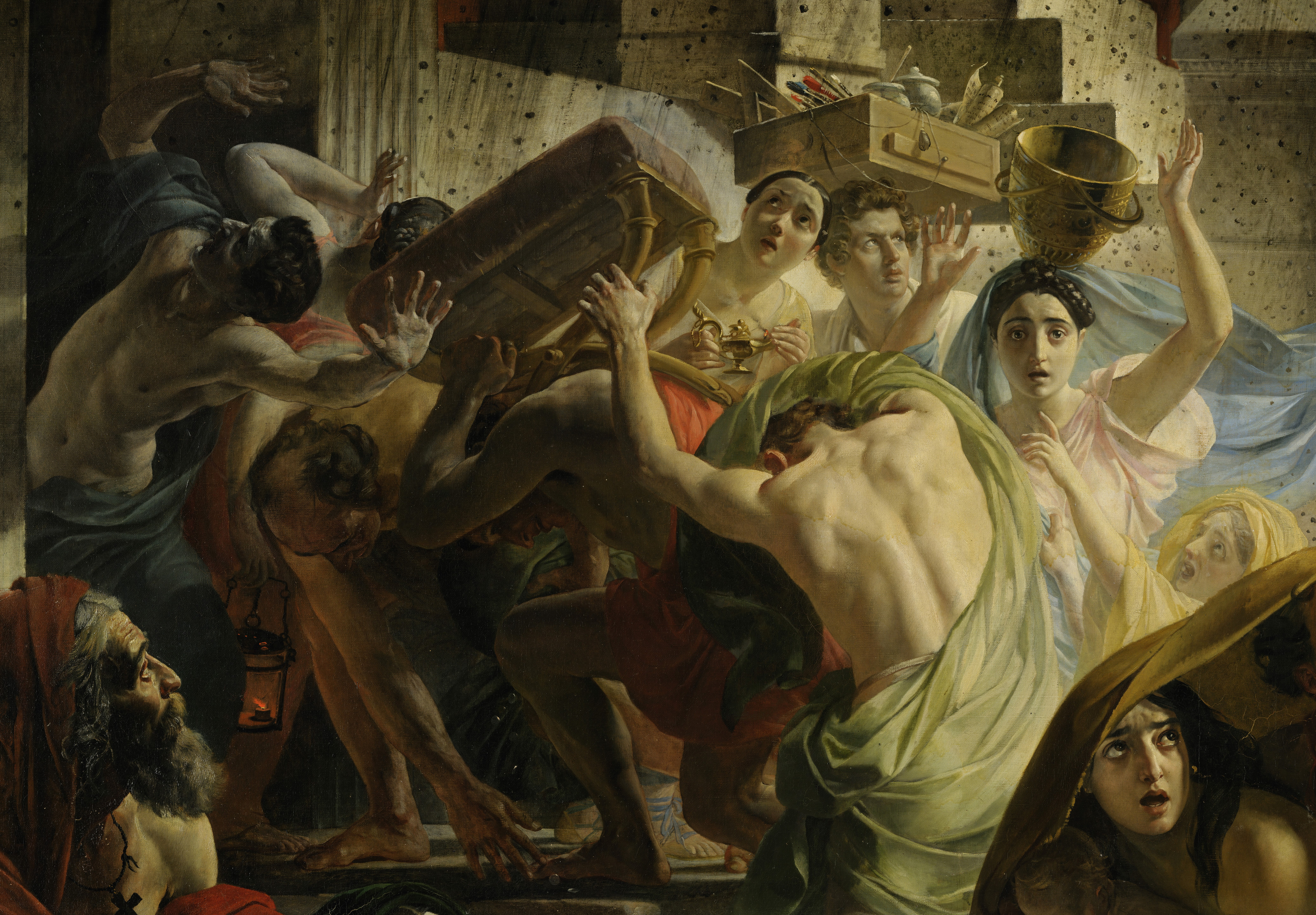
Groupe sur les marches de la tombe de Scaurus

Selon la critique d'art Galina Leonteva, les gens qui se trouvent sur l'escalier de la tombe de Scaurus ne peuvent pas être divisés. Ils constituent tous ensemble un groupe commun ou tous agissent de concert mais chacun pour soi. Un pompéien monte les marches en soulevant un banc lourd au-dessus de sa tête avec lequel il tente de se protéger des chutes de grosses pierres qui tombent. Un autre homme s'est déjà engagé dans l'entrée, il est l'un des premiers, mais pris de panique il revient déjà sur ses pas et regarde le linteau au-dessus de lui. À doite de l'entrée trois personnages, deux jeunes femmes et un jeune homme. La femme avec une cruche sur la tête est la seule des personnages du tableau à regarder les spectateurs dans les yeux. Son regard triste et émouvant témoigne de ce que « son destin est clair, le destin de la ville aussi, celui de tous les gens qui sont autour d'elle de même, elle laisse tomber les bras et sa cruche tombe par terre ». L'artiste derrière elle regarde le ciel en feu : « … Dans ce moment fatidique il n'a pas abandonné ce qui lui est le plus cher, c'est-à-dire sa boite avec ses pinceaux et ses pots de couleur » . L'artiste avec ses pinceaux et la jeune femme avec sa cruche sur la tête sont les personnages introduits les plus tardivement dans la composition de la toile par Brioullov . L'historienne d'art Olga Liaskovskaïa a émis l'hypothèse suivant laquelle la jeune femme à la cruche aurait eu comme modèle pour le peintre la célèbre Vittoria Caldoni, devenue par la suite la femme du peintre russe Grigori Laptchenko . Galina Leonteva voit quant à elle sous les traits de cette jeune fille ceux de l'amie de Brioullov la comtesse Ioulia Samoïlova.

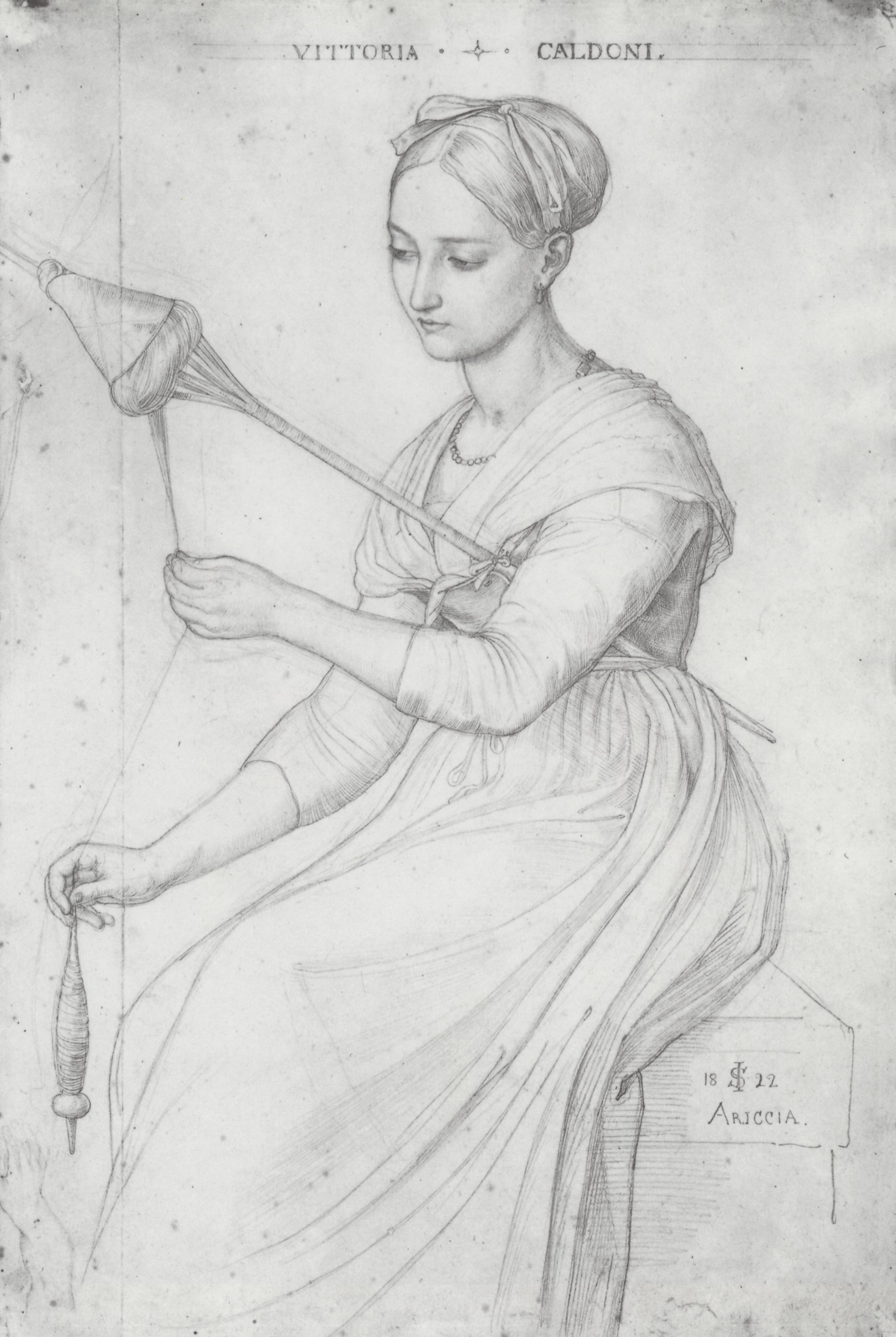
Vittoria Caldoni par Julius Schnorr von Carolsfeld

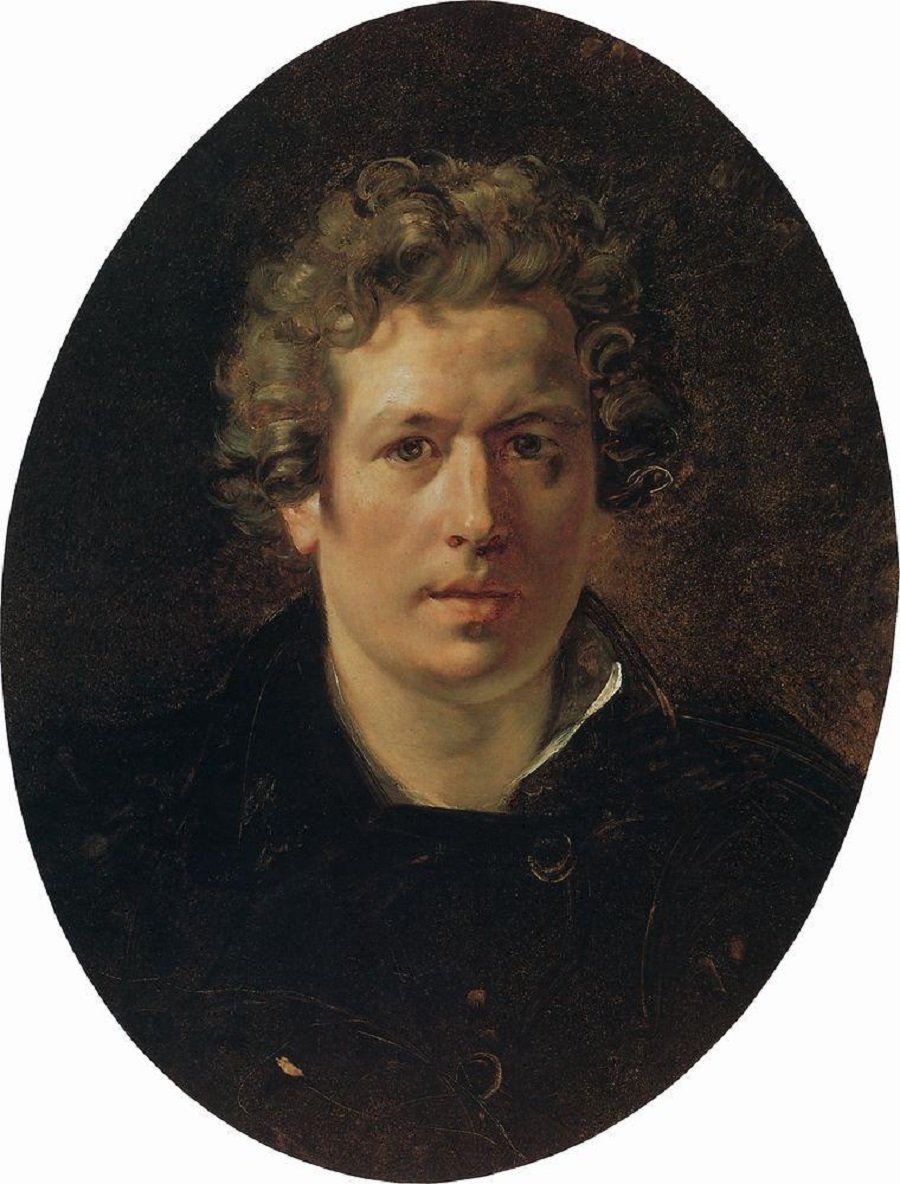
Autoportrait de Karl Brioulov de 1833 au Musée russe

Madeleine Rakov note que l'image de l'artiste avec sa boite remplie de pinceaux est proche de l'autoportrait de Brioullov de 1833 au Musée russe, non seulement par les traits du visage, mais aussi par l'interprétation du caractère du modèle. Selon Rakova, Brioullov se représente avec le même état d'esprit dans les deux tableaux : il est dans une situation tendue et cela s'exprime autant par le jeu des muscles du visage que par un éclairage très vif . Selon la critique d'art Marina Choumova, l'introduction de l'autoportrait de Brioullov dans la composition est un détail tout à fait romantique, puisque « l'artiste devient en quelque sorte complice de la représentation de l'évènement et que tout ce qui se passe sur la toile passe par le prisme de sa propre expérience visuelle ».

#### Autres personnages
Le cavalier sur le cheval blanc qui se cabre, représenté sur la partie droite de la toile est une des figures reprises le plus tardivement lors de la composition de la toile par Brioullov. Il semble que le groupe ait été rajouté pour équilibrer la composition du plan moyen de la toile. La brusque levée de sa main gauche traduit l'exaltation des sentiments et des passions. Ainsi, plus encore que les autres personnages il se trouve dans un état de communion avec les éléments déchaînés.
Au centre de la composition, derrière la femme écrasée gisant par terre, on voit une roue brisée et le char qui continue sa route sur une seule roue avec son cocher par terre qui se tient aux rênes tandis que les chevaux désemparés poursuivent leur route vers un pont.

## Galerie de détails du tableau

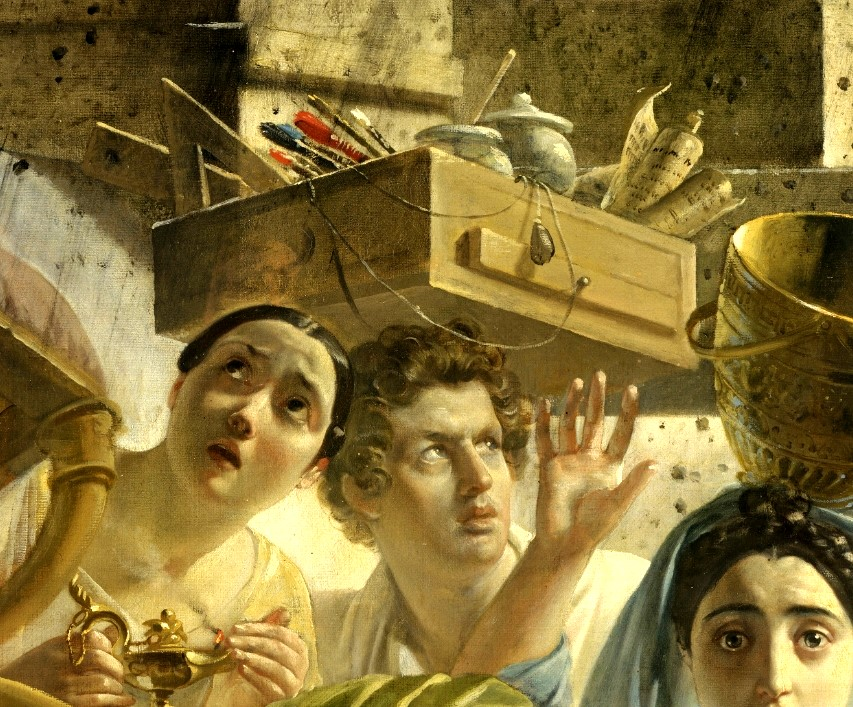
L'artiste et sa boite de peinture.
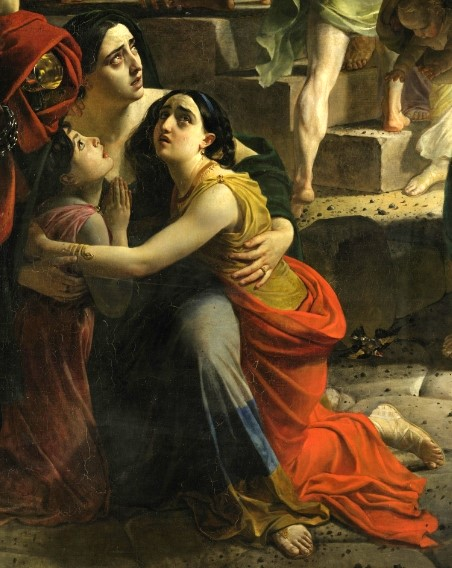
La comtesse Ioulia Samoïlova et ses filles Giovannina et Amazilia furent les modèles du peintre
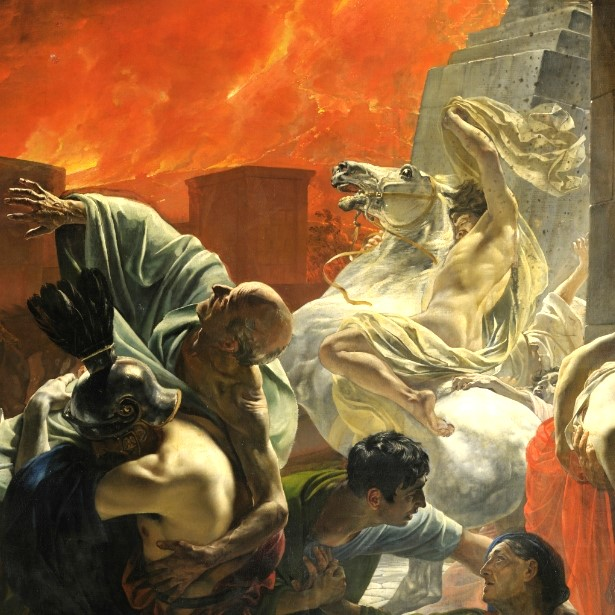
Les corps du cavalier et du cheval sont unis devant les forces de la nature déchaînée
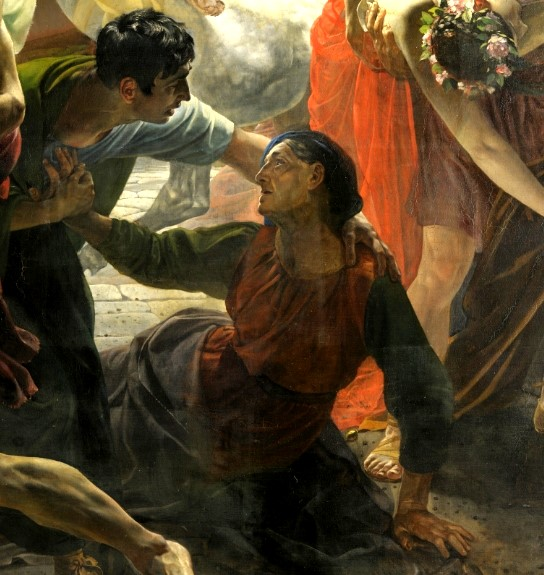
Une mère demande à son fils Pline de l'abandonner et de se sauver
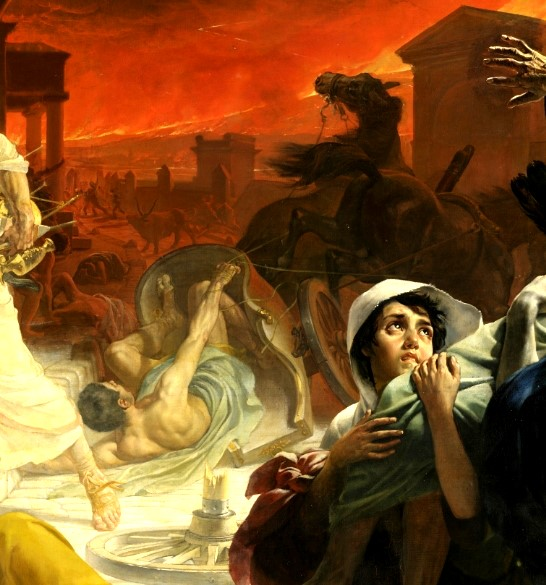
Les chevaux du char qui a basculé s'enfoncent vers l'arrière de la scène où le chaos est plus grand

## Esquisses, études, répétitions
Le Musée russe conserve l'album de Brioullov avec ses premiers croquis pour Le Dernier Jour de Pompéi, classés sans ordre par le peintre. Cependant, avec les esquisses, ces croquis fournissent des informations supplémentaires sur le travail de Brioullov pour la composition de son tableau, et sur la position des différents groupes de personnages . Un autre album de croquis de l'artiste pour ce tableau se trouve dans les collections de la galerie Tretiakov. Trois esquisses graphiques s'y trouvent également, datées de 1828-1830. Parmi elles une des premières esquisses pour la toile (papier bistre, plume, 15,5 × 18,9 cm, (inventaire no 11733), provenant de la collection d'Ilya Ostroukhov. Le deuxième dessin de la collection de la galerie Tretiakov est décrit comme une variante d'esquisse (papier, encre, pinceau, stylo, 17,5 × 24,4 cm, (inventaire no 15734), également de la collection Ostroukhov),. Le troisième dessin de la galerie Tretiakov est également décrit comme une variante d'esquisse et a été acheté par Pavel Tretiakov au plus tard en 1893 (papier sur carton, sépia, encre, plume, graphite, crayon), 51 × 71,9 cm, (inventaire no 3175) . En outre, une esquisse graphique réalisée au sépia est conservée dans les collections du Musée russe, et une autre dans la collection du musée historique des beaux-arts de la ville de Mourom (papier, crayon, 65,5 × 89 cм, (inventaire no М-7267.Г-176).
L'une des esquisses créées par Brioullov avant la réalisation de son tableau Le Dernier Jour de Pompéi est conservée au Musée russe (papier sur carton, huile, 58 × 81 cm, (inventaire no Ж-5081),. Cette esquisse est datée de 1828, et Karl Brioullov le rappelle dans une lettre à son frère Théodore : « c'est une esquisse commandée par la comtesse Razoumovskaïa ». On trouve encore au Musée russe une autre esquisse du tableau (« une des premières variantes du développement du thème »), datée de la fin des années 1820 (papier sur carton, huile), (17,5 × 19,7 cm), (inventaire no Ж-7867), et aussi une « Tête de modèle » (papier sur toile, huile, 17,2 × 17,2 cm, (inventaire no Ж-11809) introduite en 1992 par V. Tarassov . Dans les collections de la galerie Tretiakov est conservée une esquisse à l'huile et au crayon italien sur une toile en carré (58 × 76 cm, 1827-1828, (inventaire no Ж-11015), acquise en 1929 en provenance du musée Ilya Ostroukhov,. Une esquisse est conservée à la Galerie nationale d'Art de Perm (de 1827-1828 à 1986 elle se trouvait dans une collection privée).

Esquisses
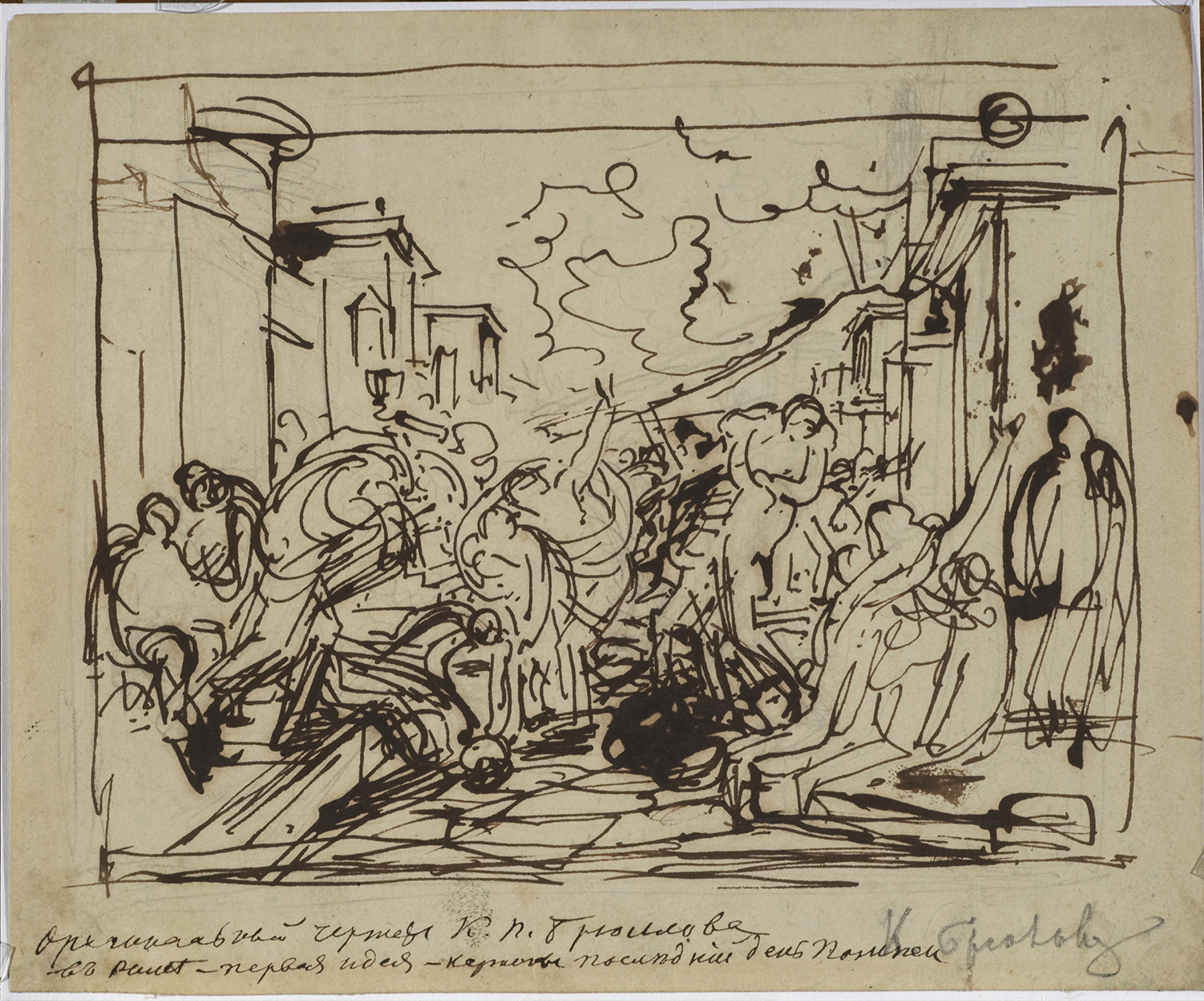
Esquisse 1 galerie Tretiakov
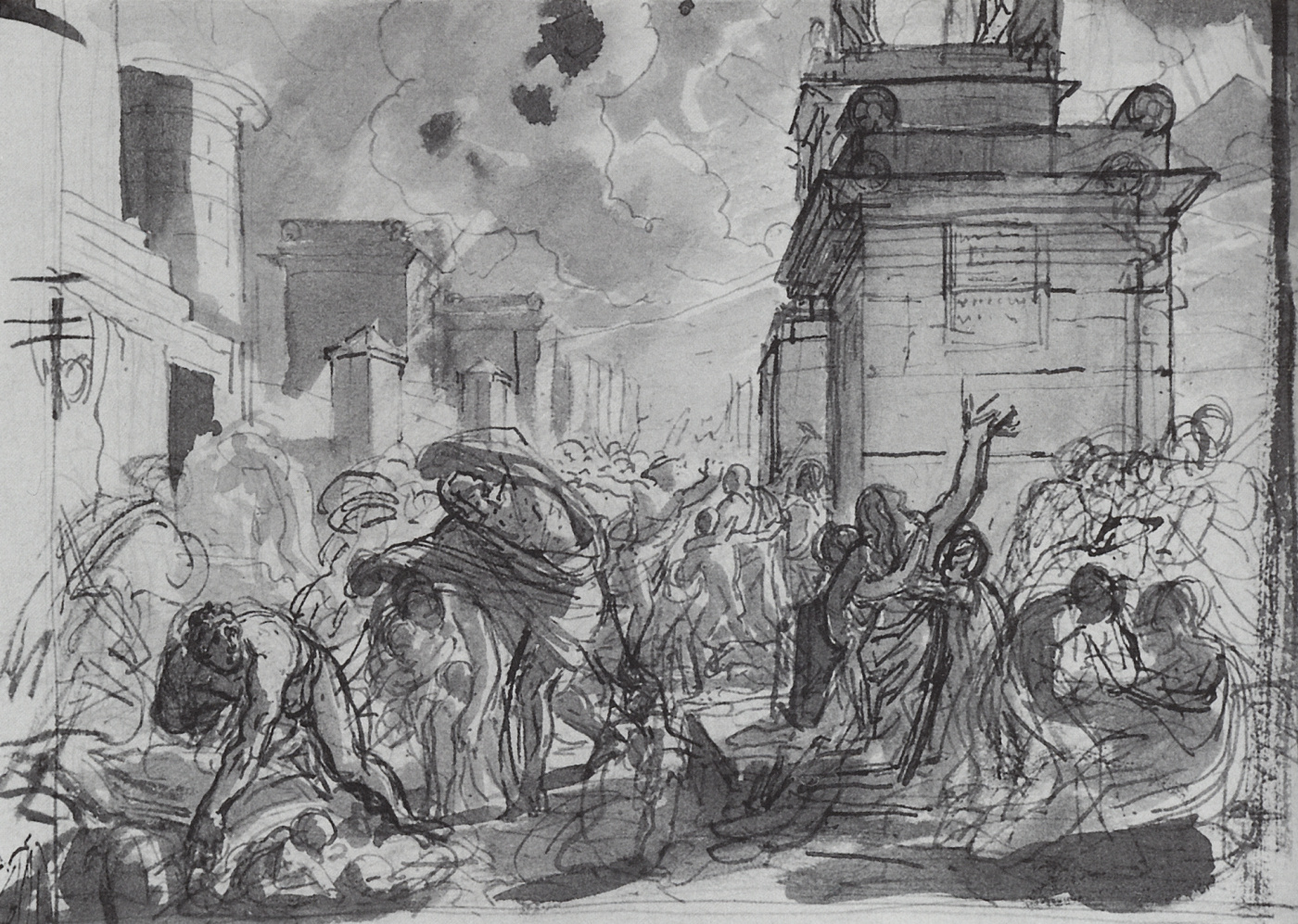
Esquisse 2 (galerie Tretiakov)
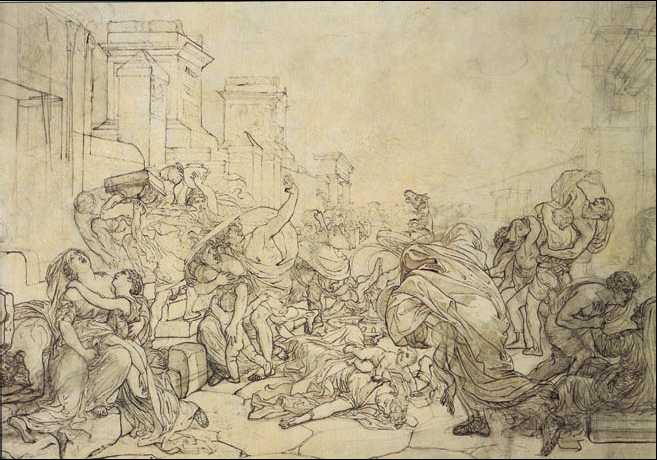
Esquisse (galerie Tretiakov)
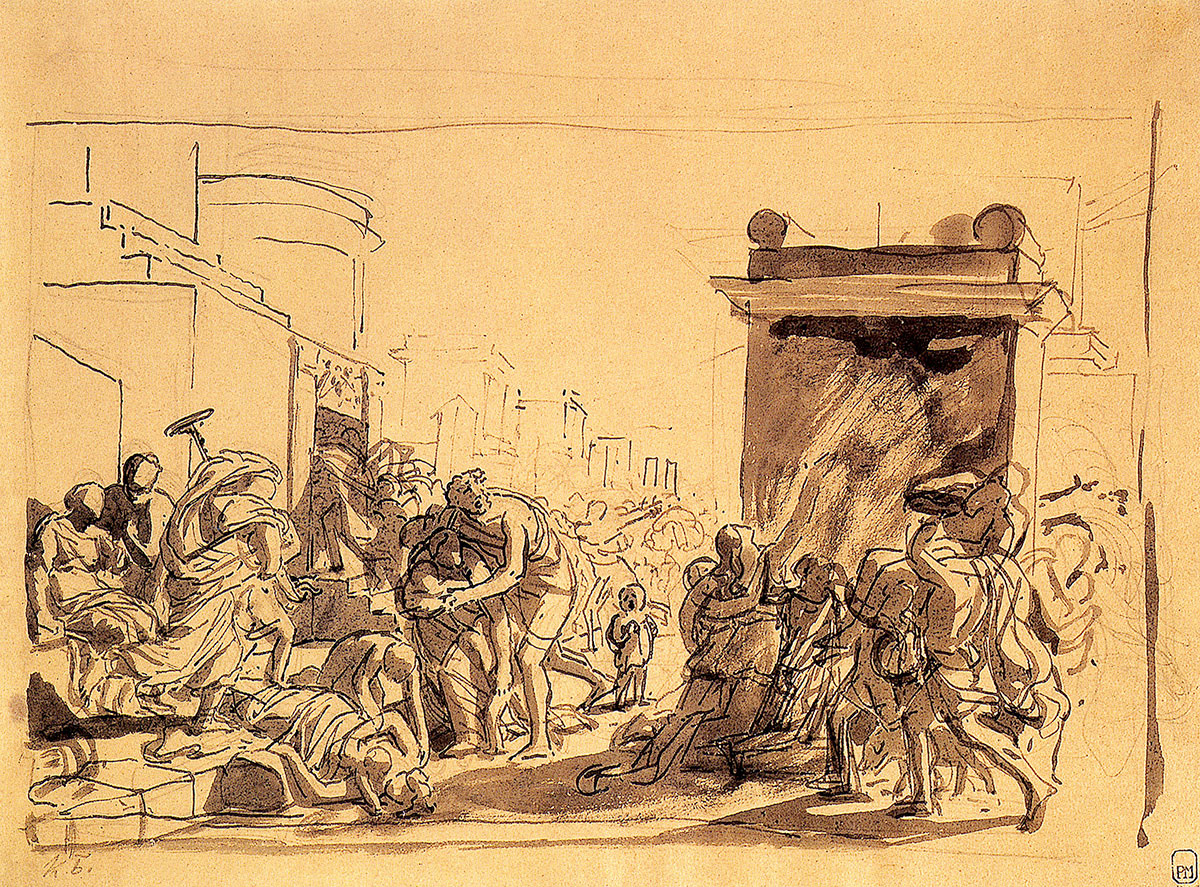
Esquisse Musée russe
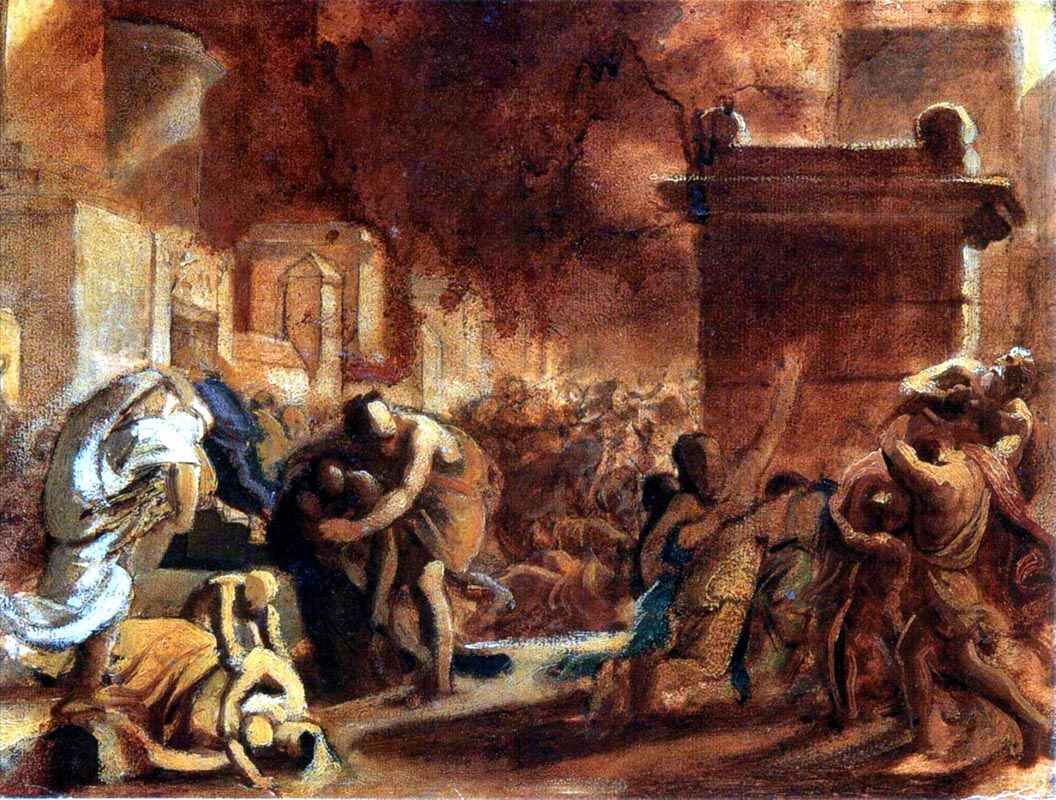
Esquisse 3 1827-1828 Galerie nationale d'Art de Perm

Esquisses
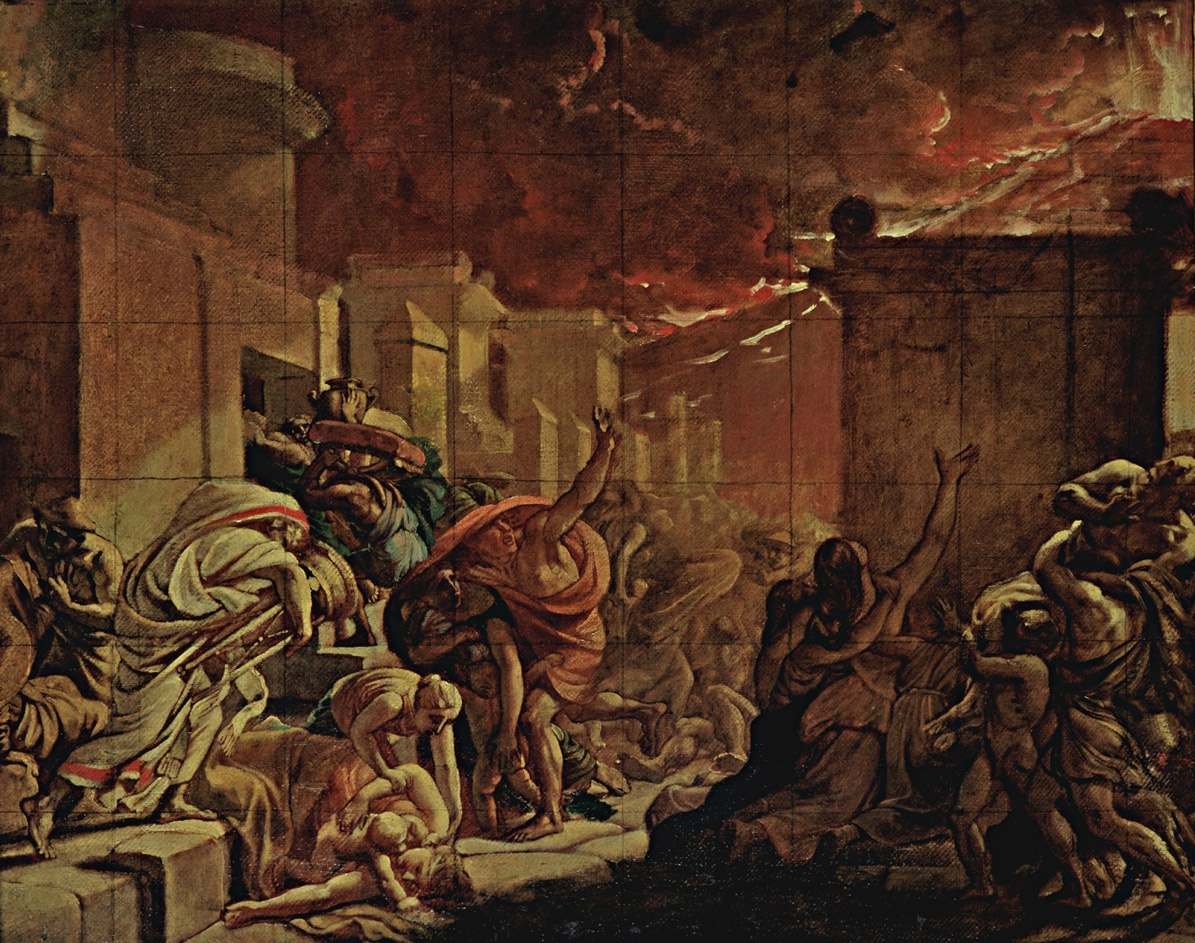
Esquisse de 1827-1828 (galerie Tretiakov)
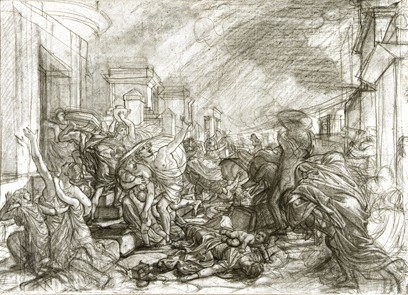
Esquisse 6 sur papier au crayon musée de Mourom
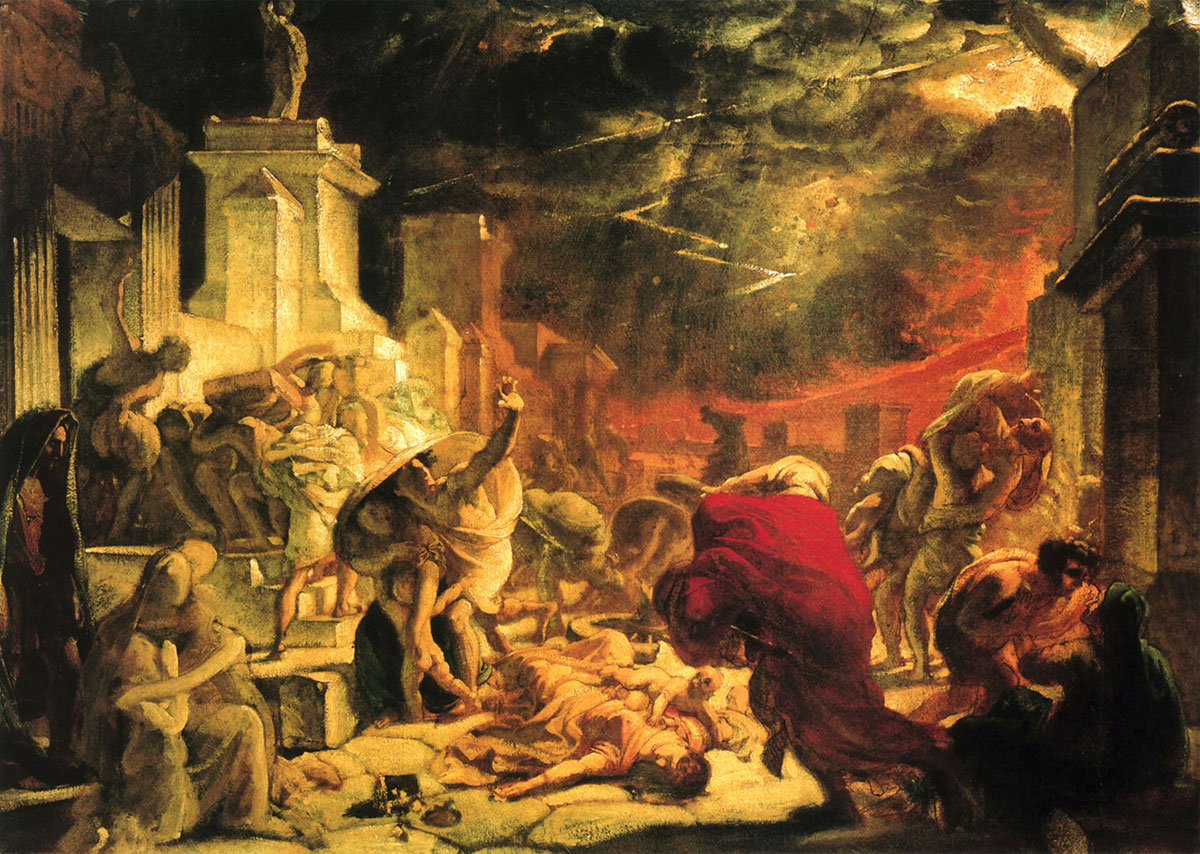
Esquisse 8 /1828 Musée russe
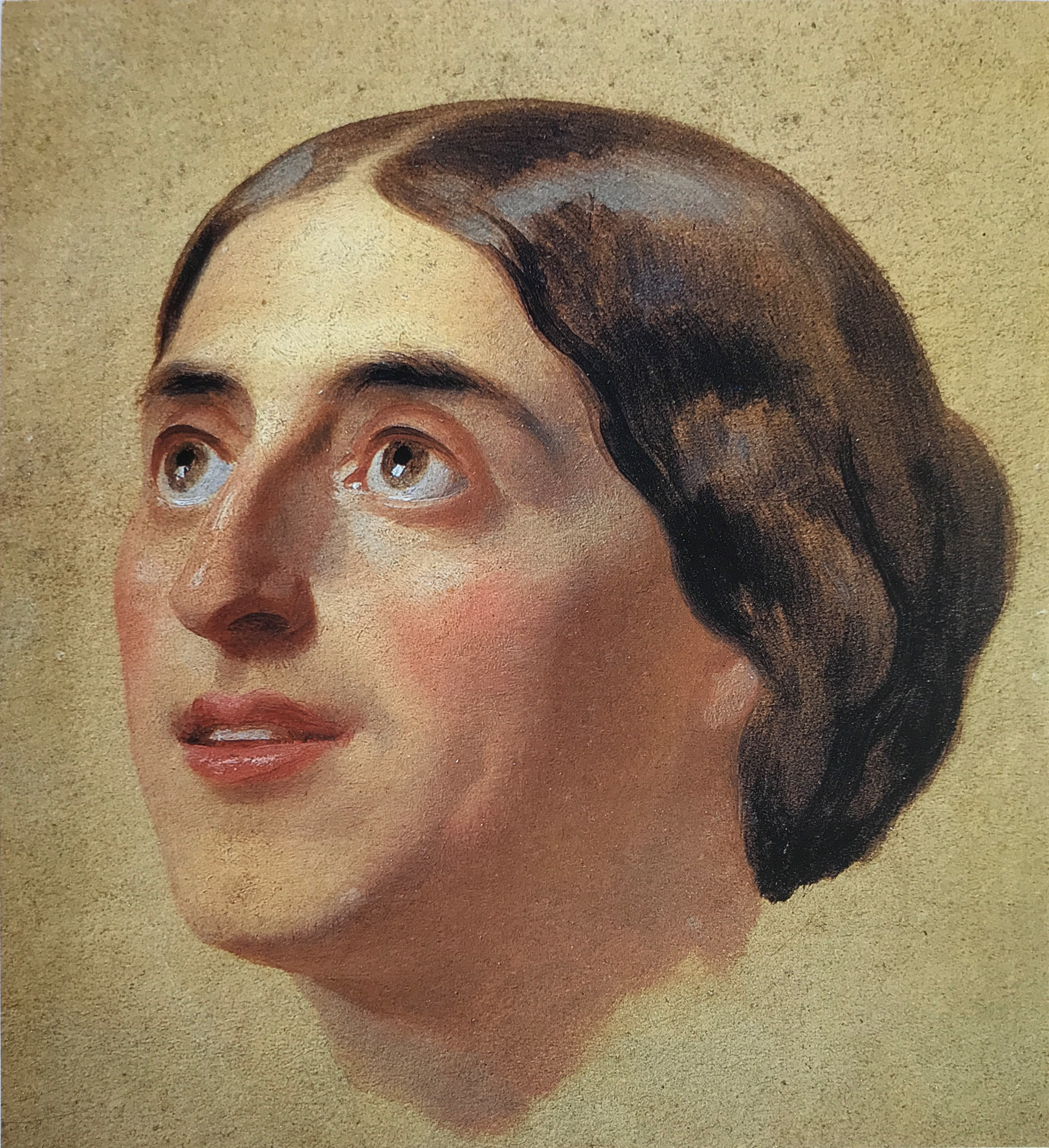
Tête de modèle pour Le Dernier Jour de Pompéi

## Opinions et critiques

### XIXesiècle

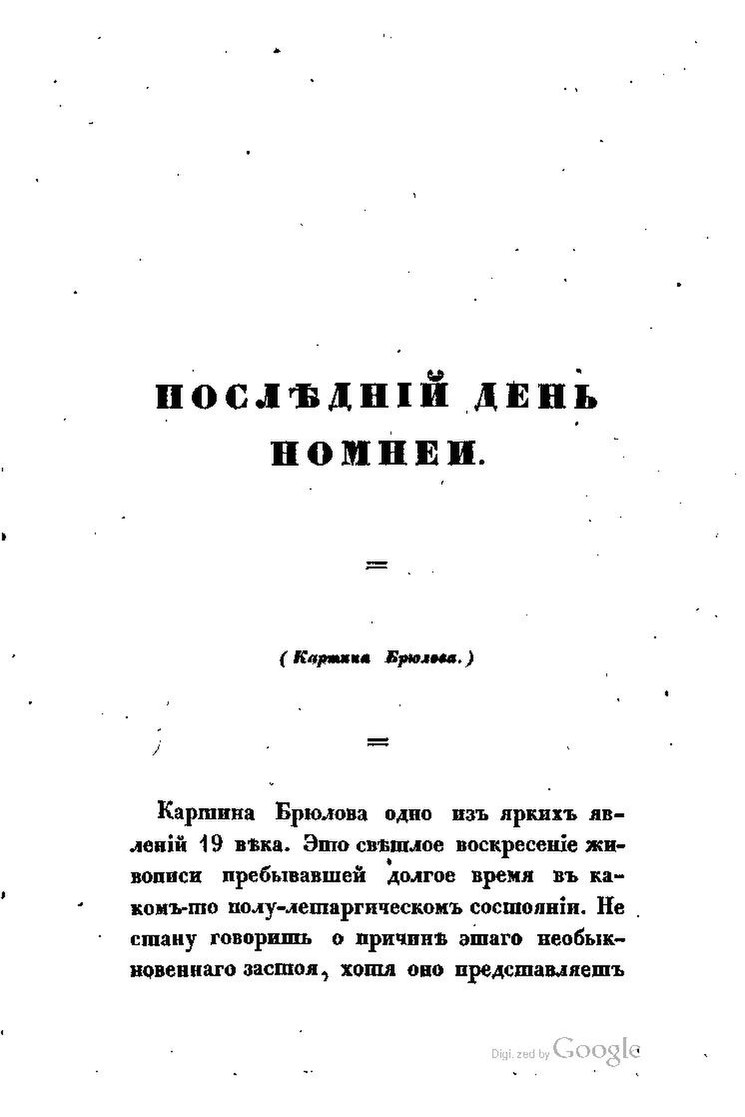

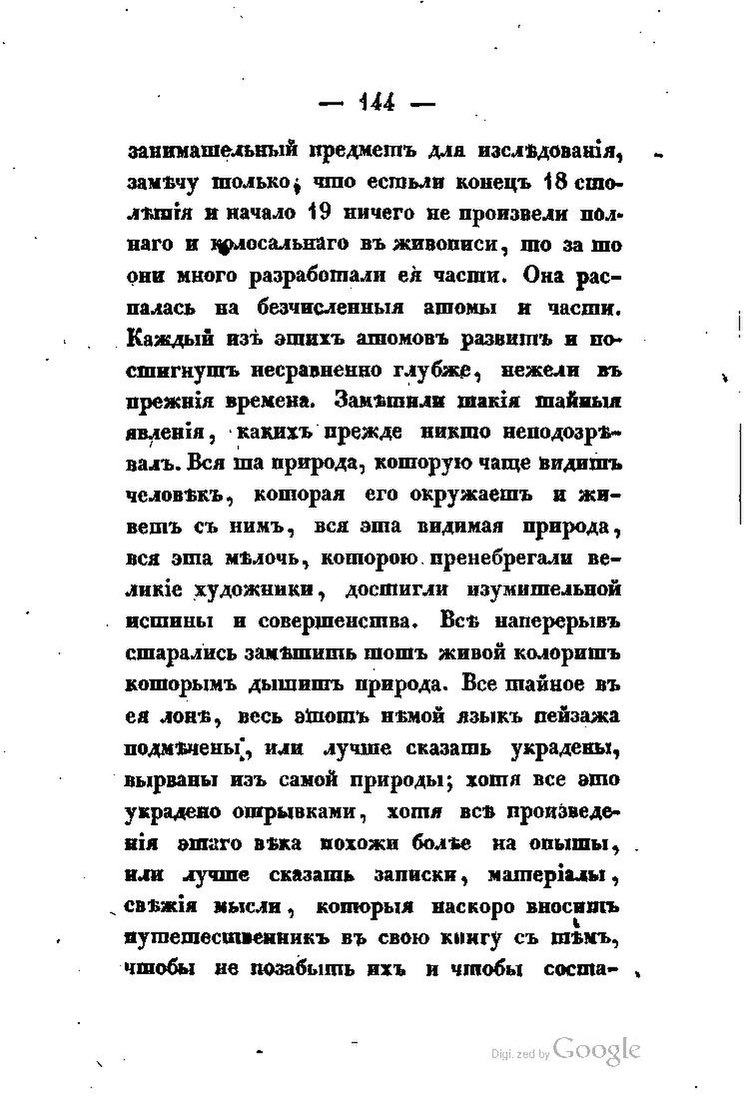

L'écrivain Nicolas Gogol dans son article Le Dernier Jour de Pompéi, écrit en août 1834 et publié en janvier 1835 dans la série Arabesques, considérait ce tableau comme l'un des plus remarquables du début du XIXe siècle « une résurrection de la peinture qui était demeurée longtemps dans un état semi-léthargique », et Brioullov lui-même comme « le premier des peintres dont la plastique a atteint le sommet de la perfection ». Comparant Brioullov à de célèbres prédécesseurs, Gogol écrit : « Ses personnages, malgré l'horreur de leur situation ne contiennent pas en eux-mêmes leur frayeur, provocant des frissons, comme le font les créatures sévères de Michel-Ange. Ils ne sont pas non plus possédés par ces sentiments à la fois insondables et subtils pour qui tout est accompli comme les sujets des toiles de Raphaël. Les personnages de Brioullov sont beaux malgré toute l'horreur devant laquelle ils sont placés. Ils sont absorbés dans leur beauté ». C'est là que Gogol place la perfection atteinte par l'artiste en ce que dans cette catastrophe il réussit à montrer toute la beauté de l'homme et la grâce suprême de la nature ,.
Le critique italien Francesco Ambrosoli (it), a publié en 1833 une brochure qui détaillait la toile Le Dernier Jour de Pompéi. Il écrit que ce tableau « méritait bien la surprise qu'il provoqua » à Rome et à Milan et que « cela suffirait pour asseoir la gloire du grand peintre ». Selon Ambrosoli, la comparaison du talent du peintre russe avec la maîtrise de ses illustres prédécesseurs italiens est tout à fait acceptable : on retrouve dans sa toile la monumentalité de Michel-Ange, la grâce de Fra Angelico, « parfois il rappelle Raphaël, parfois il semble qu'elle ressuscite Titien ». Ambrosoli poursuit « tous ses motifs sont disposés si correctement et reliés entre eux avec tant d'art, tant de fraîcheur et si loin de toute imitation servile que tout le monde se dit inconsciemment : voilà un peintre qui maîtrise parfaitement son art! »
Le peintre Fiodor Bruni, a travaillé pendant des années sur la toile monumentale « Le Serpent d'airain », décrit Le Dernier Jour de Pompéi dans une lettre au sculpteur Samuil Galberg datée du 17 mars 1834. Rendant hommage à Brioullov il écrit que ce nouveau tableau de son concurrent « est très beau, surtout pour le public ». Décrivant les effets de l'éruption volcanique et le tremblement de terre et les figures des personnages qui courent dans tous les sens, Bruni rapporte aussi que la scène « est très complexe et provoque une forte impression ». Il remarque aussi « l'effet terrible obtenu grâce à la foudre, qui est figée dans l'air pour éclairer la scène représentée de manière artistique admirable ». Dans cette même lettre il fait remarquer la diversité psychologique insuffisante des acteurs de la toile et écrit : « Je suis peut-être un peu pointilleux, mais j'aime voir dans la peinture des sentiments profonds » .
Le publiciste et écrivain Alexandre Herzen a écrit à plusieurs reprises sur le tableau Le Dernier Jour de Pompéi dans ses lettres, journaux intimes, et autres œuvres . En particulier, dans son essai Nouvelle phase de la littérature russe, publiée en 1864 dans le journal « La Cloche », il décrit ainsi ses impressions sur ce tableau de Brioullov : « Sur ce grand tableau vous voyez des groupes de gens effrayés qui essayent de s'échapper pendant que d'autres meurent du tremblement de terre, de l'éruption volcanique; ils tombent sous le coup d'une force naturelle, qui frappe injustement et contre laquelle toute résistance est vaine. Voilà ce qu'inspire le tableau à Saint- Pétersbourg ». Hersen compare les forces inévitables de la nature avec le pouvoir despotique régnant en Russie; il voit ainsi dans ce tableau une allégorie et une métaphore, qui ne faisaient peut-être pas partie des objectifs conscients de Brioullov lui-)même .

### XXeetXXIesiècles
Le peintre et critique Alexandre Benois dans son ouvrage « Histoire de la peinture russe du XIXe siècle », dont la première édition a été publiée en 1902, écrit que pour lui le tableau Le Dernier Jour de Pompéi représentait « un feu d'artifice, une finale d'opéra prodigieuse, si parfaitement exécutée, avec tous ces beaux figurants si bien regroupés, qu'il devait produire un effet stupéfiant sur les spectateurs ». En même temps Benois estimait que le public et les peintres s'étaient enthousiasmés pour ce tableau tellement il attirait « par son pathos vieilli mais violent ». En même temps Benois félicite les groupes de modèles représentés sur cette toile et en particulier le groupe qui se trouve sur l'escalier dont une partie tente de passer une porte tandis que l'autre se retire avec la terreur marquée sur le visage et parmi eux l'artiste Brioullov lui-même avec ses pinceaux dans une caisse sur la tête qui jette un regard curieux vers les cieux en colère .
Le critique américain George Heard Hamilton (1910-2004), dans une monographie sur l'art et l'architecture en Russie, écrit que le succès dont a bénéficié Le Dernier Jour de Pompéi pouvait s'expliquer par le fait que le spectateur pouvait trouver dans cette toile quelque chose à son goût. Selon le critique, le tableau de Brioullov est une interprétation mélodramatique d'un thème classique avec de nombreux détails réalistes, qui même à notre époque continuent de frapper par la force de leur impact. Hamilton considère que du point de vue artistique la peinture de Brioullov est impeccable avec ses traces d'influence de Raphaël, Nicolas Poussin et Jacques-Louis David et ses effets scéniques de style d'Horace Vernet. Par sa luminosité la toile surpasse pour Hamilton les œuvres des représentants tardifs de l'École de peinture de Bologne.

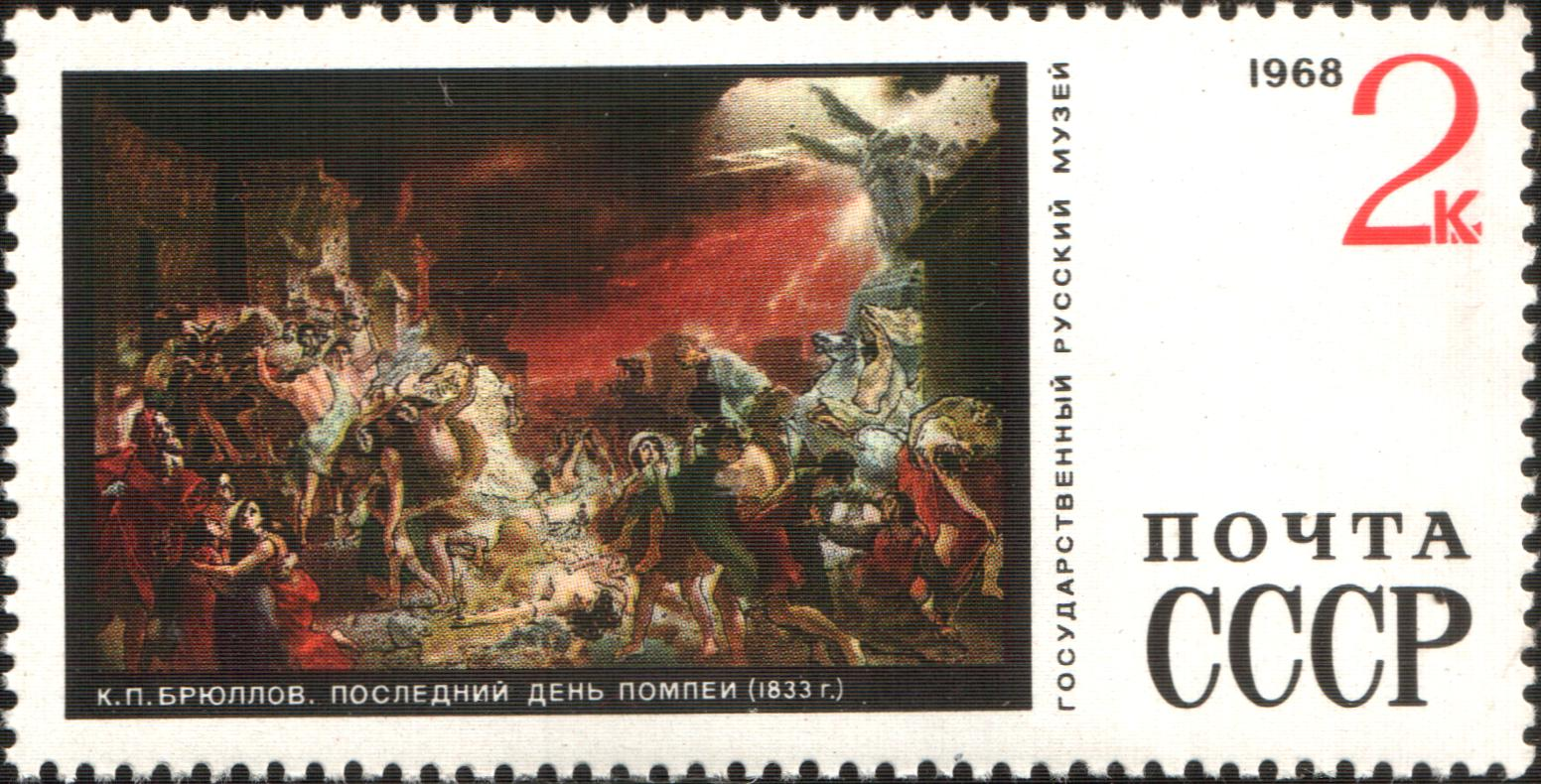
Le Dernier Jour de Pompéi en timbre poste sous l'URSS en 1968

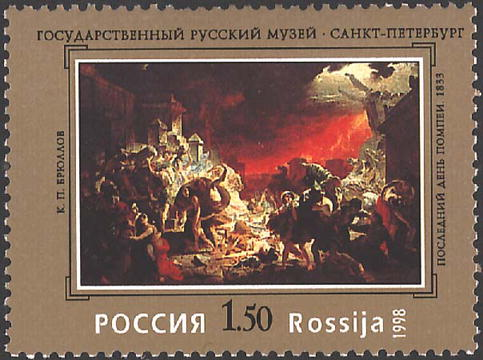
Tableau Le Dernier Jour de Pompéi fédération de Russie 1998

Selon le critique d'art Alexeï Savinov, « le grand thème » du tableau « Le Dernier Jour de Pompéi » était le changement d'époque provoqué par la catastrophe qui interrompit le cours régulier de la vie. Savinov observe que Brioullov, en montrant l'irruption spontanée des forces de la nature dans la société humaine, « a présenté une nouvelle compréhension de l'histoire pour son époque », qui se déroule non pas par l'intervention de rois ou de généraux, mais par celle de forces naturelles. Le critique écrit que Brioullov était si désireux d'être véridique et précis dans sa représentation de l'antiquité qu'il aimait, que nous le croyons encore aujourd'hui, quelles que soient ses idées conventionnelles, ses moyens artistiques et ses techniques personnelles ». Pour Savinov, « Brioullov a eu le destin des novateurs, dès le premier jour où son travail a été connu ».
La critique d'art Alla Verechtchaguina fait observer que le choix du sujet de sa toile par Brioullov est sans précédent dans la pratique de la peinture historique classique : le peintre ne montre pas un héros accomplissant un exploit dans un fier isolement ou entouré d'admirateurs de ses actions d'éclats. Au contraire, la catastrophe qui est représentée touche en même temps beaucoup de spectateurs et a permis pour la première fois en Russie de faire entrer le peuple dans la peinture historique . Brioullov montre une foule de personnages assez idéalisée et abstraite, sans caractéristiques sociales particulières, et Verechtchaguina poursuit en signalant qu'il est difficile d'estimer la valeur historique donnée par l'auteur à sa toile mais on peut dire que : « […] Jusqu'à lui dans la peinture historique on entendait que la voix du soliste, Brioullov, lui, a fait entendre le chœur. Selon la critique d'art le peintre a porté la peinture historique à un niveau de connaissance contemporain tout en représentant le passé. Dans une large mesure cela lui a été possible du fait qu'il est attiré par la vérité historique et la représentation fidèle de l'architecture, des vêtements ainsi que par l'apparence nationale italienne des héros du tableau .
L'historienne d'art Svetlana Stepanova observe que la toile Le Dernier Jour de Pompéï arrivée en Russie en 1834 n'était pas seulement l'une des réalisations de l'école nationale russe de peinture mais un véritable phénomène qui a accéléré l'évolution de l'art en Russie. Se trouvant au début à l'Acédémie des beaux-arts , puis à partir de 1851 à l'Ermitage cette toile était à la disposition d'une nouvelle génération d'artiste comme modèle . Selon Stepanova, pour réaliser cette œuvre Brioullov avait besoin d'un certain courage, pour surmonter les limites de l'académisme strict « pour mettre en scène sa composition et résoudre les problèmes les plus complexes de celle-ci tant en matière de couleur que de problème de plastique ». Le dynamisme, les effets de lumière et d'espace ressortant des compositions de Brioullov ont ensuite été repris par ses disciples et ses étudiants.

### Critique française
René Huyghe se pose la question de savoir si l'académisme de Brioullov peut être compté parmi les romantiques alors que le peintre est captif « d'un pathétique déclamatoire », auquel sa toile Le Dernier Jour de Pompéï n'échappe pas « tant sa composition est faible et le tragique artificiel ». Le défaut de tradition nationale en Russie l'a laissé dépendant des traditions de l'Occident. Huyghe reprend la citation ironique d'Ivan Tourgueniev à propos de Brioullov : « il a reçu le don d'exprimer tout ce qu'il voulait et il n'avait rien à dire » .
Pour l'historien français Louis Réau la genèse de ce grand tableau de Brioullov se trouve dans l'opéra de Paccini Il ultimo giorno de Pompeia qui lui a donné son caractère. « C'est un décor de théâtre, d'un pathétique creux, d'un éclairage artificiel et violent […] » . Pour l'historien français, Brioullov ne sait pas comme Delacroix ressusciter des figures du passé. Aucune émotion ne nait de la mise en scène des Pompéiens affolés. Son tableau fait davantage penser aux froides reconstitutions de Delaroche ou de Gallait. Le succès du jeune peintre russe fut pourtant prodigieux en Italie où les étrangers sont volontiers jalousés. À Paris par contre, l'accueil en 1834 fut plus réservé. Mais la froideur qu'on lui témoigna fut attribuée à l'atmosphère politique qui était très polonophile à ce moment. En Russie, à l'inverse ce fut un véritable délire tant sa toile est admirée. À l'aune des conceptions artistiques du XXe siècle l'enthousiasme pour ce tableau a bien diminué sinon disparu. Mais le succès du Dernier Jour de Pompéi dans son pays eut le mérite de faire comprendre au public que l'art pouvait avoir son importance et contribuer à la gloire d'une nation.
Bien que sa production fut abondante, Brioullov reste l'homme d'un seul tableau qui lui a valu en son temps une réputation européenne. Pourtant, reconnait Louis Réau, Brioullov a brillé dans d'autres domaines que les reconstitutions historiques, ce dont il se serait sans doute senti humilié. Dans ses portrait intimes à l'aquarelle exécutés à Rome sous l'influence d'Ingres, on retrouve de belles qualités de fraicheurs et de sincérité : la Cavalière, Matin italien. Les deux portraits de la gracieuse comtesse Samoïlova et de sa fille adoptive comptent parmi les plus séduisants de la période romantique.
De même, Dominique Fernandez note que le « déballage de pathos romantique » de la toile de Pompéi nous paraît aujourd'hui d'une « grandiloquence rédhibitoire ». Le Narcisse de Brioullov révèle pour Fernandez quel peintre plus émouvant il aurait pu être s'il ne s'était pas senti obligé de traiter des « grandes machines historiques à personnages multiples »

Portraits par Brioullov
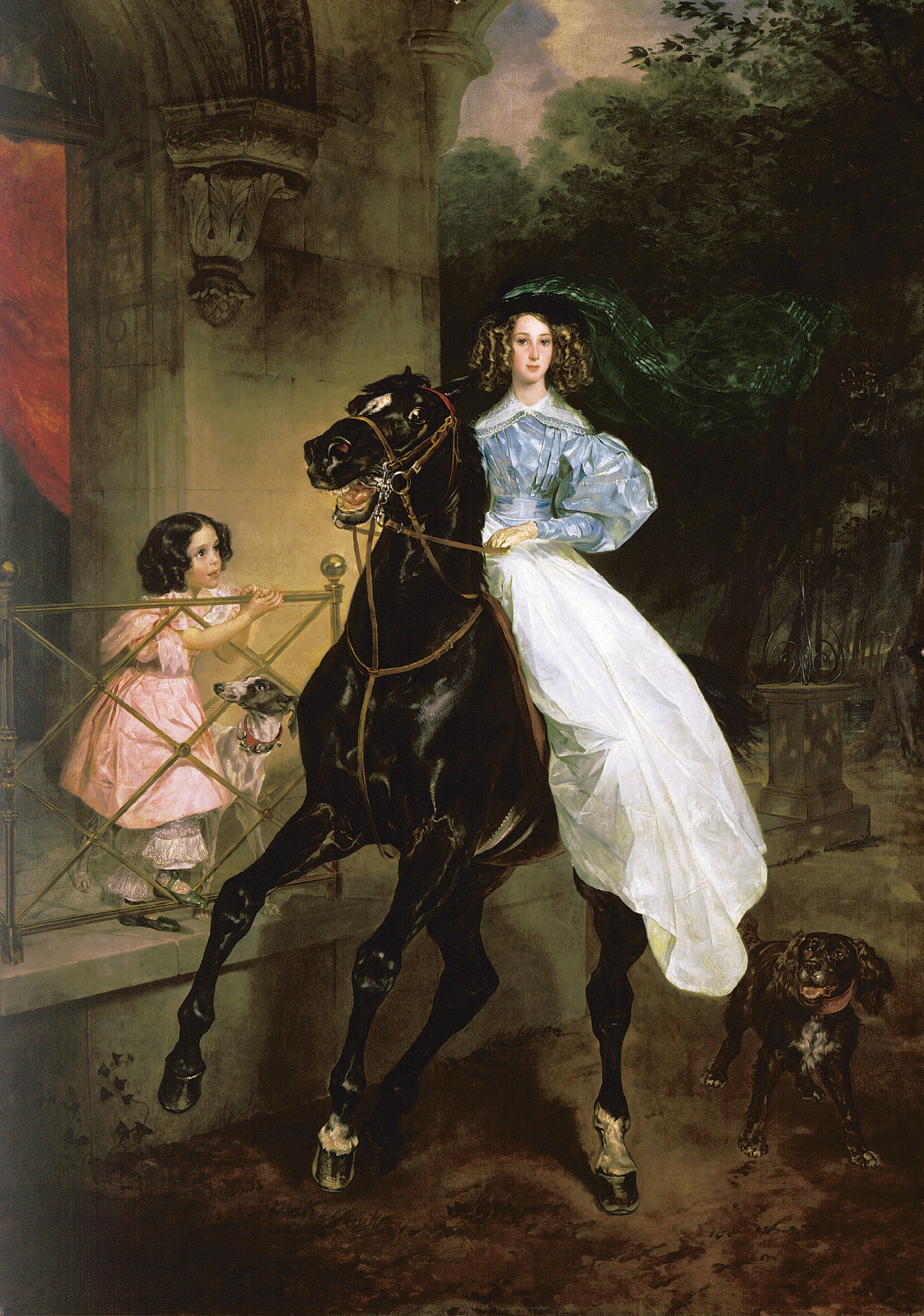
La Cavalière, Brioullov (1832).
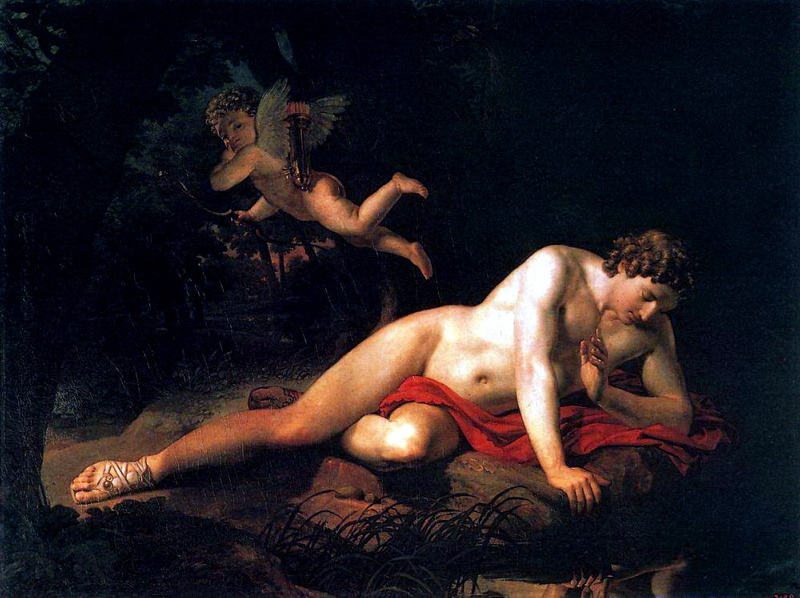
Narcisse de Brioullov (1819)
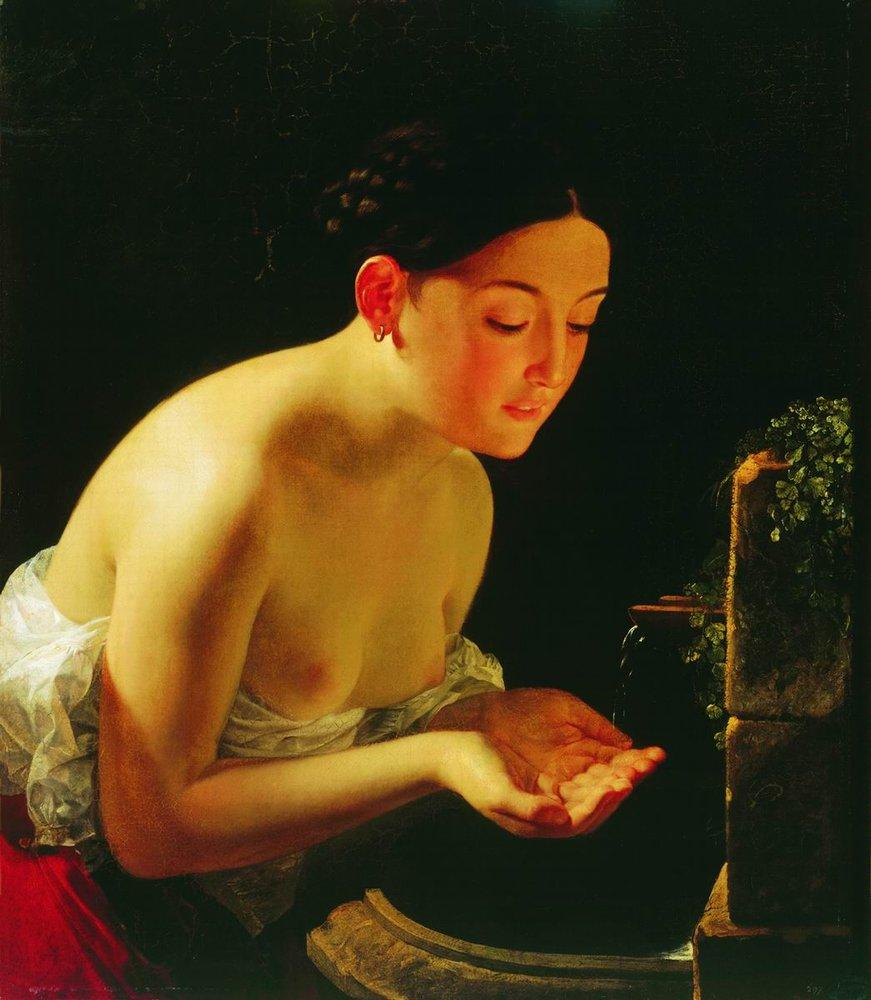
Matin italien de Brioullov (1823)